# Lübecker Dom

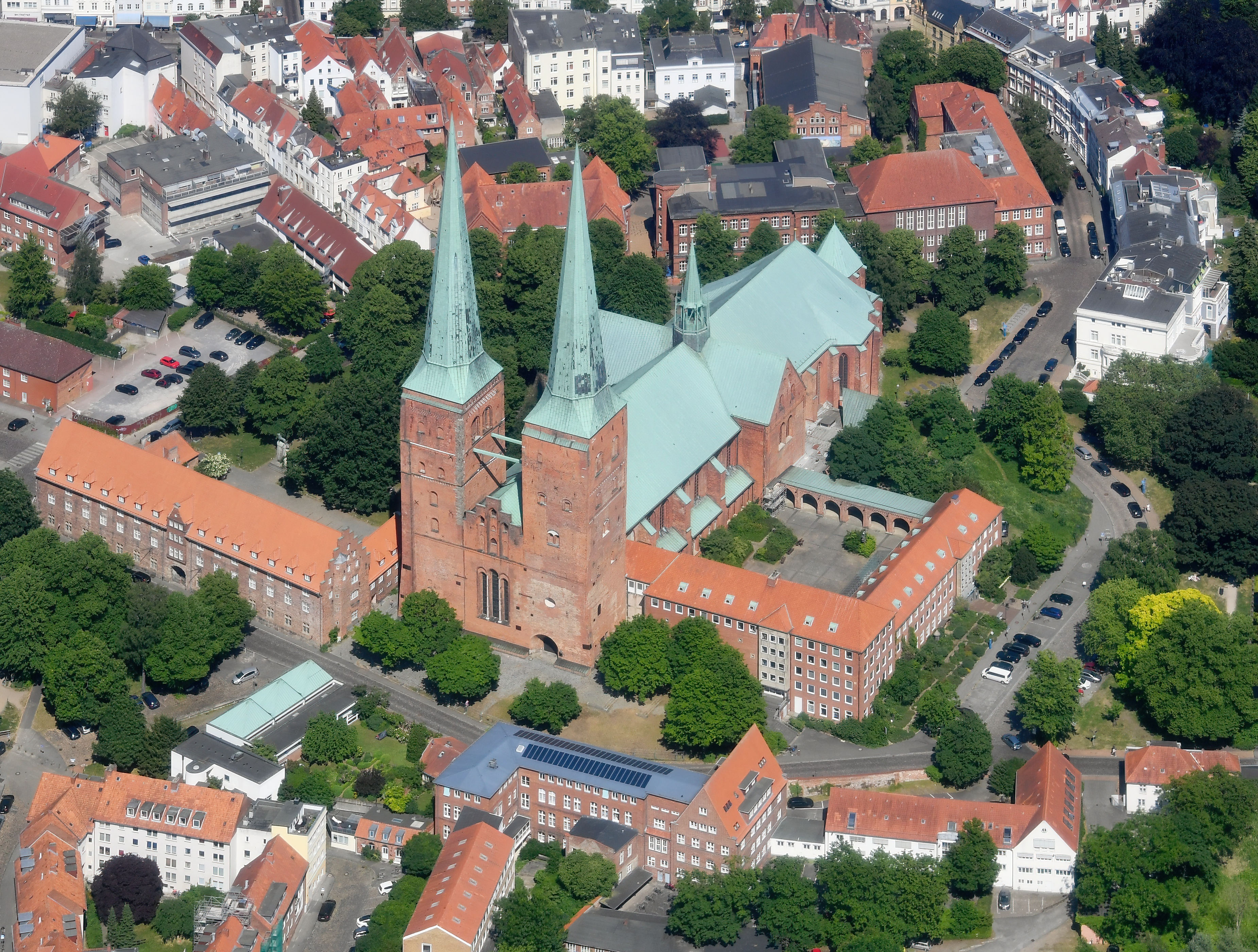
Luftbild des Lübecker Doms

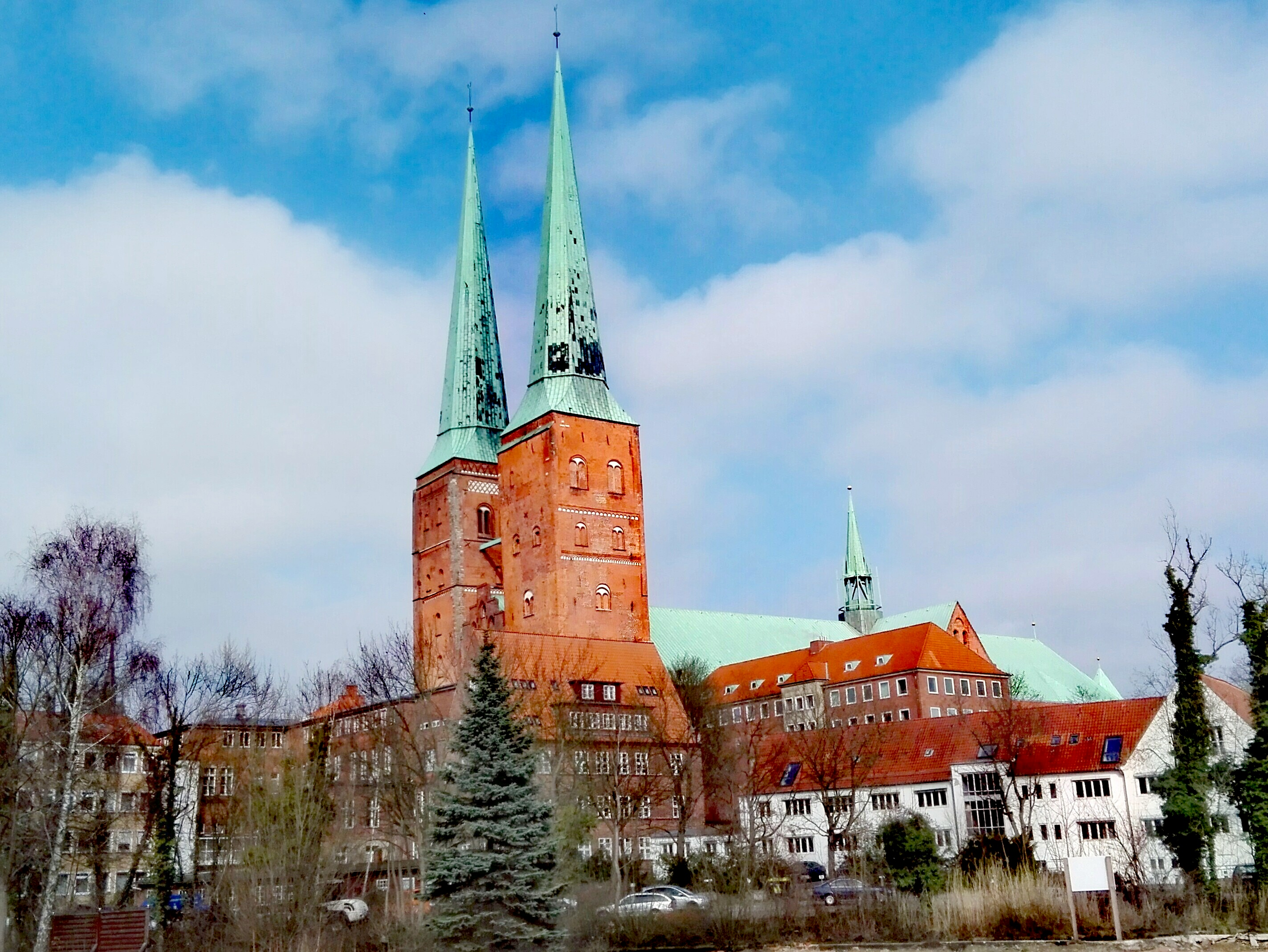
Der Lübecker Dom von Südwesten

Der Lübecker Dom (auch Dom zu Lübeck) ist der erste große Backsteinkirchbau an der Ostsee und mit fast 132 Metern Länge eine der längsten Backsteinkirchen. 1173 wurde der Lübecker Dom von Heinrich dem Löwen begründet und 1247 geweiht. Patrone der evangelischen Kirche sind die Heiligen Johannes der Täufer und Blasius (wie im Braunschweiger Dom), Maria und Nikolaus.

## Baugeschichte und Architektur

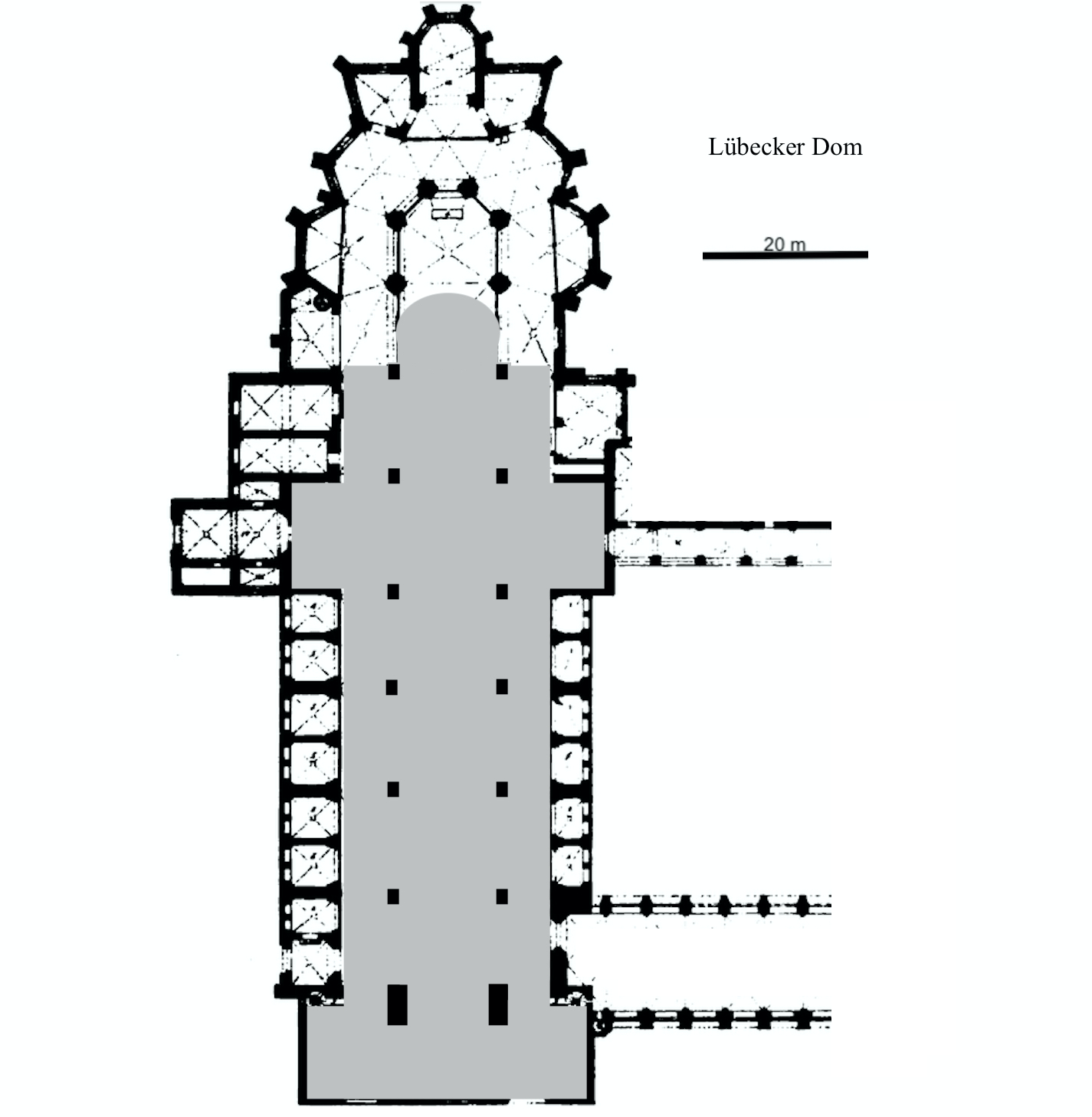
Grundriss des Lübecker Doms. Die graue Fläche markiert den romanischen Gebäudeteil (1266–1341 gotisch überformt und gotischer Chor angefügt). Rechts anschließend befand sich das ehem. Domkloster

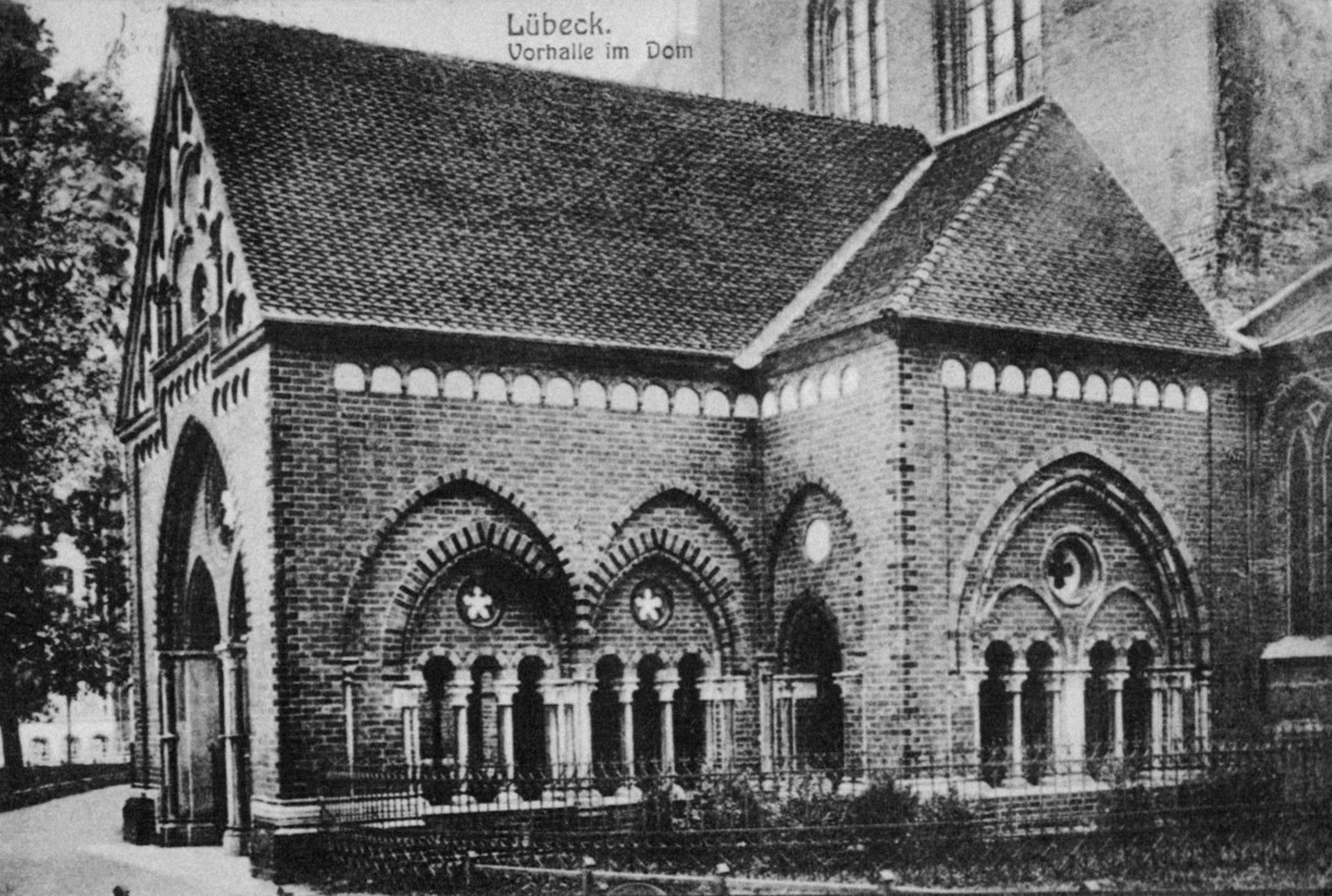
„ursprüngliches“ Paradies

Im Jahre 1173 legte Heinrich der Löwe als Stifter den Grundstein des Doms als Kathedrale für das Bistum Lübeck, nachdem in den Jahren 1160–63 das Domkapitel und der Bischofssitz von Oldenburg in Holstein unter Bischof Gerold hierher verlegt worden war. Der Lübecker Dom gehört somit zu den vier sogenannten Löwendomen (Ratzeburg 1160/70, Schwerin 1171, Braunschweig 1173). Die Kirche wurde als Bischofskirche Johannes dem Täufer und als Gemeindekirche dem Heiligen Nikolaus geweiht.
Vorgängerkirchen des Doms waren ab 1163 eine provisorische Holzkirche und die in Richtung Trave vor dem Dom gelegene erste steinerne Kirche Lübecks, St. Johann auf dem Sande, die sich etwa an der Stelle des heutigen Bauhofs befand. Diese Kirche wurde bereits 1150 von Bischof Vizelin geweiht, genügte aber nach der Verlegung des Bistums von Oldenburg nach Lübeck den Anforderungen der Bischöfe und der wachsenden Stadt nicht mehr, weswegen 1173 der Entschluss zum Dombau in unmittelbarer Nähe gefasst wurde. Der Giebel von St. Johann auf dem Sande stürzte 1648 ein, vier Jahre später wurde die Kirche völlig abgetragen.
Die romanische Basilika wurde 1247 fertiggestellt und geweiht. Um 1254 wurde am nördlichen Querhaus eine Eingangsvorhalle angebaut, das Paradies. Anschließend wurde der romanische Dom ab 1266 zu einer gotischen Hallenkirche umgebaut, indem man die beiden Seitenschiffe etwa auf die Höhe des Mittelschiffes auf rund 21 Meter anhob. Ebenfalls in dieser Zeit erfolgte die Verlängerung des Baukörpers durch die Errichtung des gotischen Chores unter Bischof Heinrich II. Bochholt (1317–1341). Dieser wandte einen Betrag von 28.000 Mark für den 1341 fertiggestellten Chor auf, in dessen Mitte er auch unter einer bemerkenswerten Grabplatte aus Messing begraben liegt, die dem Erzgießer Hans Apengeter zugeschrieben wird.

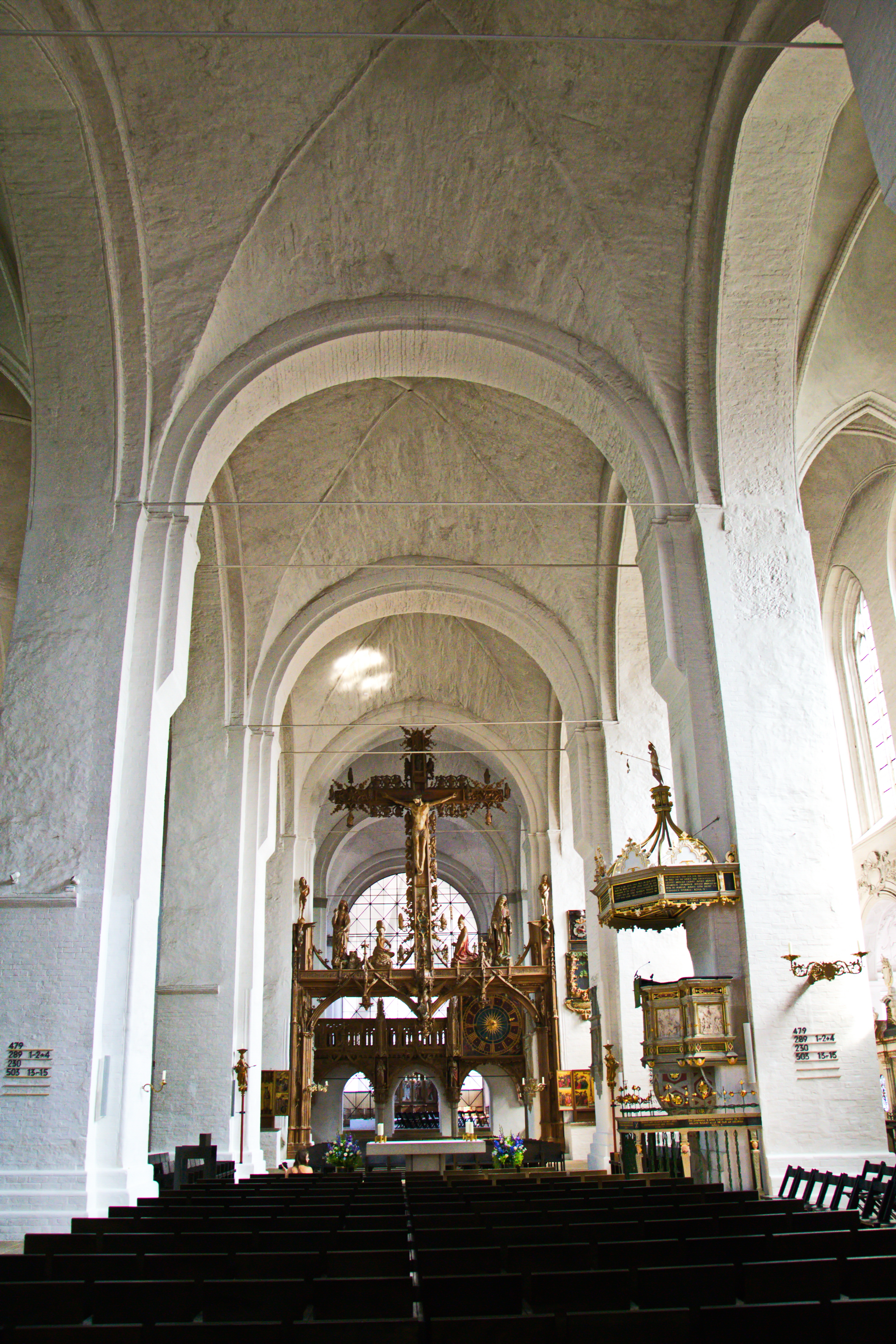
Mittelschiff: Kreuzgratgewölbe mit runden (romanischen) Gurt- und Schildbögen
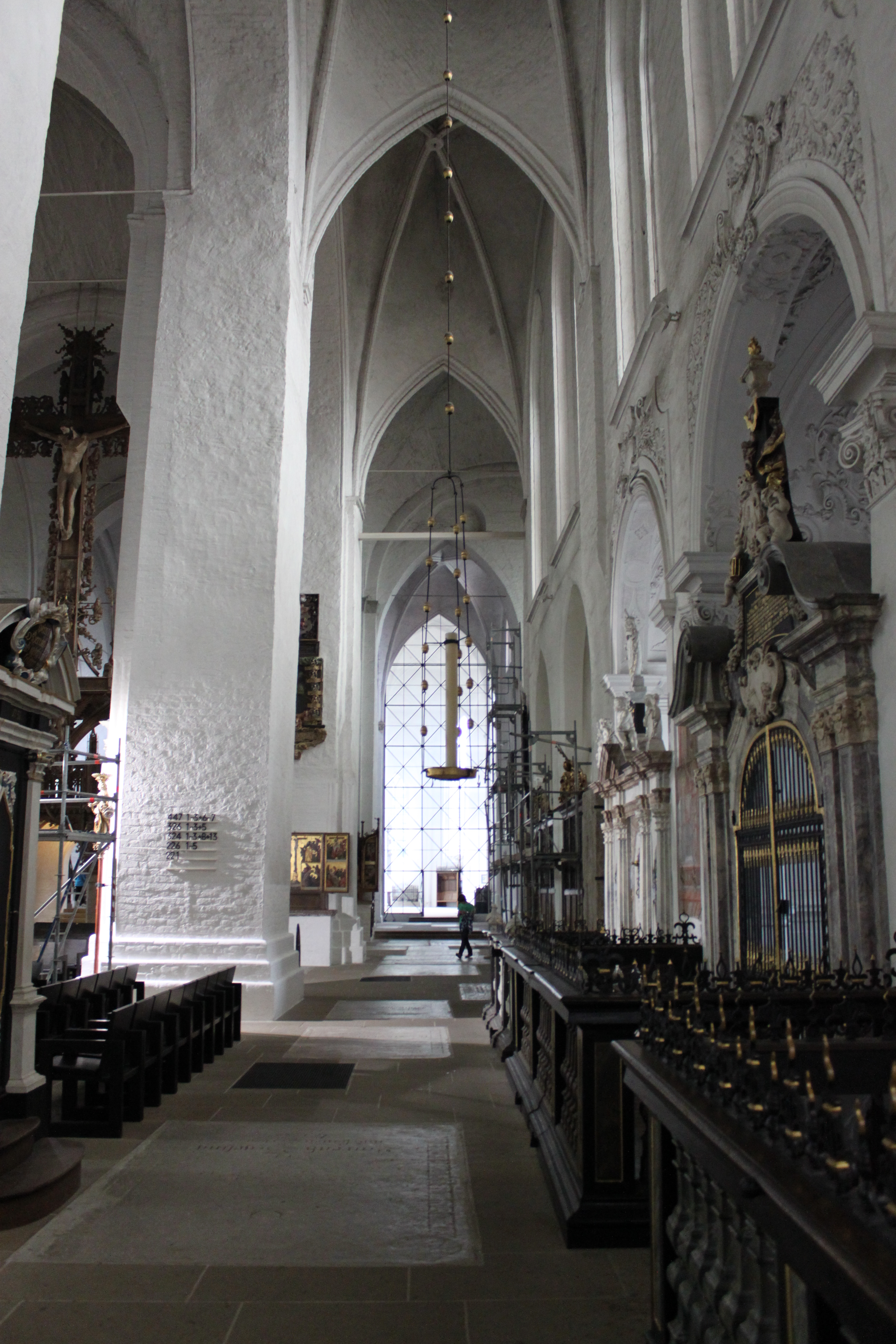
Seitenschiffe: längsrechteckige (gotische) Kreuzrippengewölbe
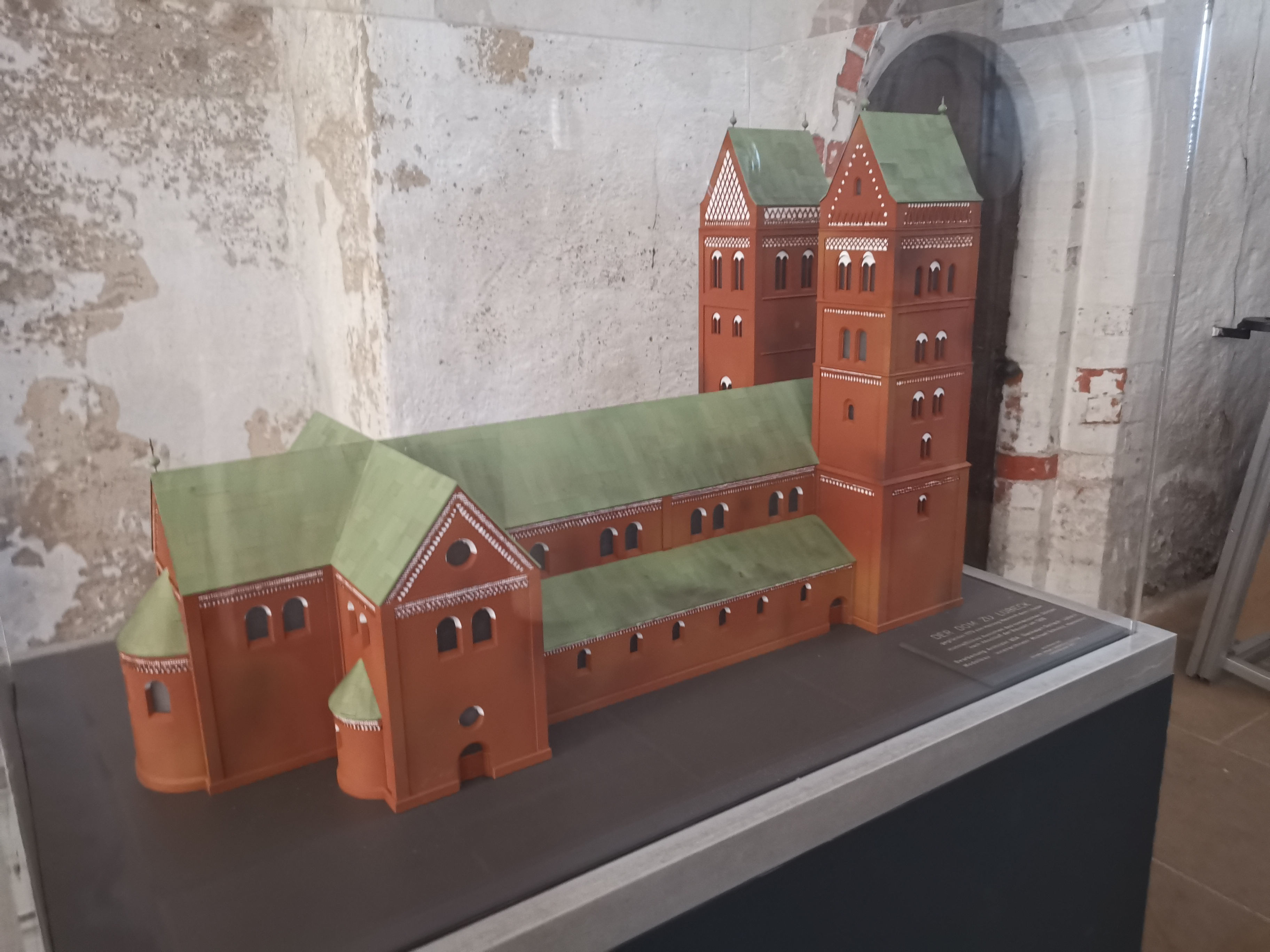
Romanischer Dom um 1200 (Modell)

1341 war der romanisch-gotische Lübecker Dom in seiner heutigen Gestalt vollendet. Der Baukörper wurde dadurch auf rund 132 m verlängert, und die romanische Apsis wurde nach Fertigstellung des gotischen Chors bis auf die Fundamente abgerissen.

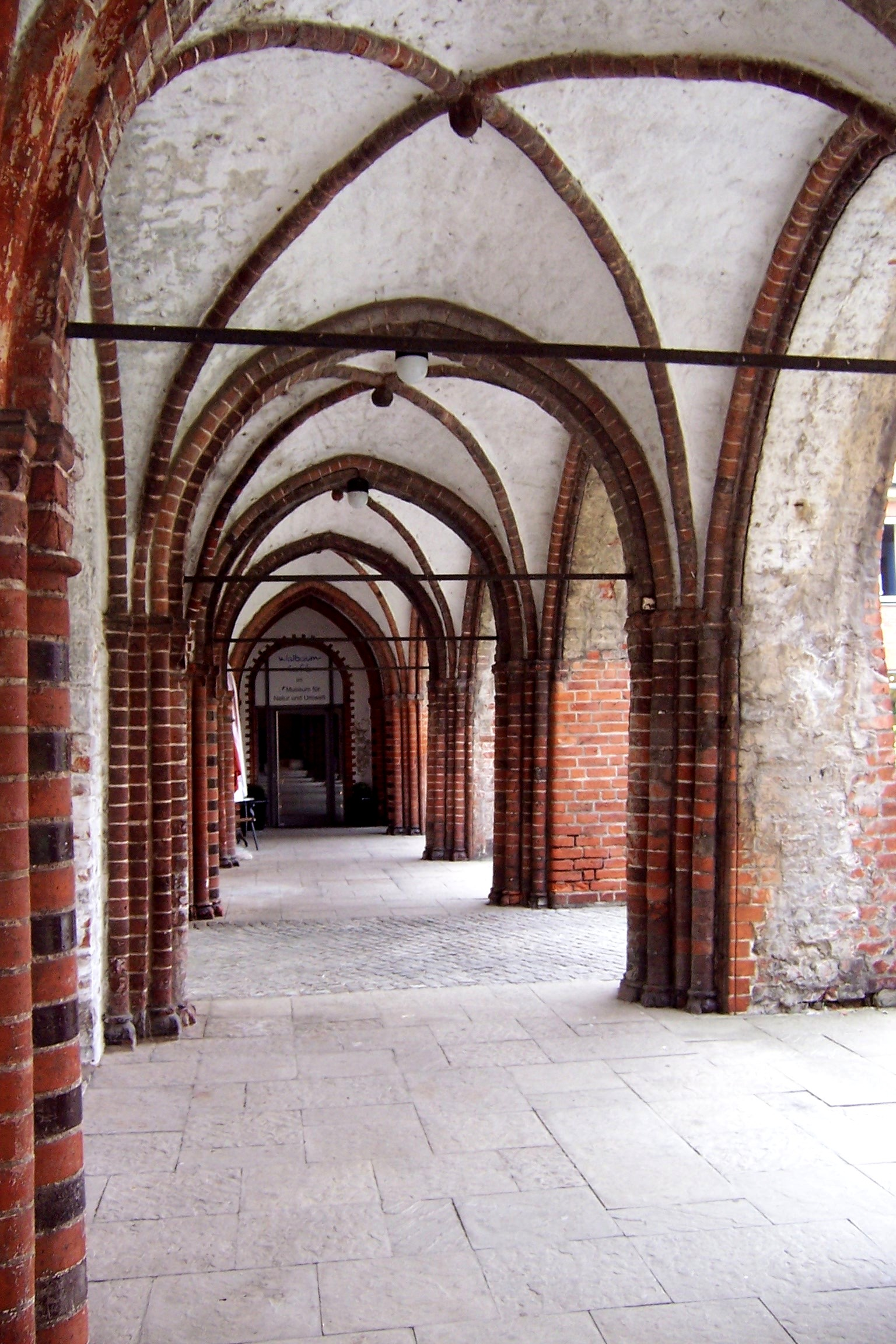
Kreuzgang nach Süden

Der Unterschied zwischen den beiden Bauabschnitten ist auch für Laien in der Kirche deutlich erkennbar: Der ältere Bauteil aus romanischer Zeit wird von massiven, rechteckigen Pfeilern getragen, der jüngere gotische Chor von schlankeren, runden Säulen. Dieser Übergang wird seit der Nachkriegs-Rekonstruktion in den 1970er Jahren durch eine Glaswand markiert. Insbesondere die Türme zeigen noch deutlich die Formen der Romanik.
Bis zur Reformation unterstand das Domkapitel dem Bischof und nicht dem Rat der Stadt. Im Zuge der Reformation wurde der Dom bis 1803 gemeinschaftliches Eigentum von Stadt und Domkapitel und ging dann mit Auflösung des Domkapitels in das Alleineigentum der Stadt über. Das Domkloster Lübeck wurde Ende des 19. Jahrhunderts Museumsstandort des Museums am Dom.

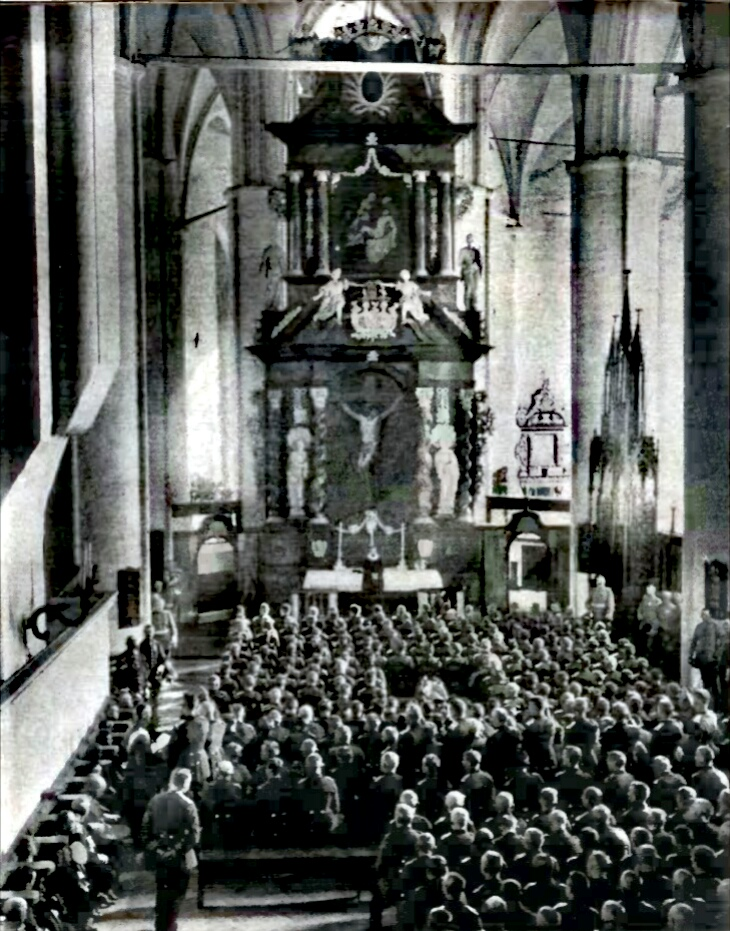
Rekrutenvereidigung im September 1914

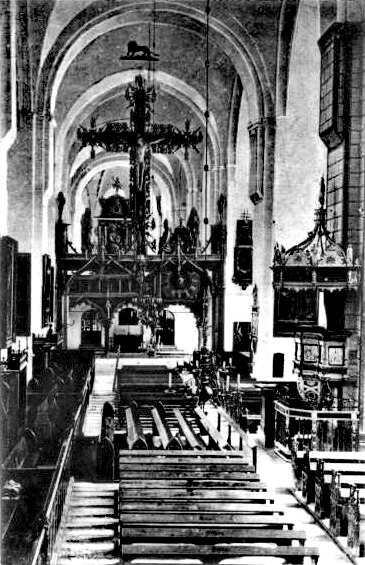
Innenansicht vor 1942

Der erhaltene mittelalterliche Kreuzgang an der Südseite der Kirche verbindet den Dom heute mit dem Baukörper des Museums für Natur und Umwelt und des Archivs der Hansestadt Lübeck.
Der Dom wurde im Laufe der Jahrhunderte häufiger aufgrund seiner freien Lage am Wasser zwischen Obertrave und Mühlenteich durch Wetter und Stürme beschädigt. 1611 musste der nördliche Turmhelm ersetzt werden, 1648 wurde ein „Knopf nebst Wetterhahn in den Mühlenteich geschleudert“, und um 1766 wurden die kleinen Nebentürme beseitigt.

### Weltkriege
Von 1897 bis 1919 war der Dom die Garnisonkirche des Lübecker Regiments.
Wilhelm Stahl begleitete an der Orgel den Festgottesdienst zur Weihung des Ehrenmals – nach einem Entwurf von Asmus Jessen trugen rote Tontafeln die über 800 Namen der Gefallenen in schwarz – der Domgemeinde am Totensonntag, dem 23. November 1924. Der im Folgejahr ausscheidende Hauptpastor Christian Reimpell konnte diesen Gottesdienst krankheitsbedingt schon nicht mehr halten. Die Predigt hielt der zweite Pastor Herrmann Balcke. Am Eingang des Chorumganges, in dem sich die Tafeln befanden, erwartete der dritte Pastor, Franz Linde, im Anschluss an die Predigt die Gemeinde. Nach der Enthüllung des Ehrenmals übergab er es Hermann Julius Hartwig als Vertreter des Kirchenvorstandes. Der Chor der Oberrealschule zum Dom sang und Pastor Linde segnete das Ehrenmal im Anschluss.

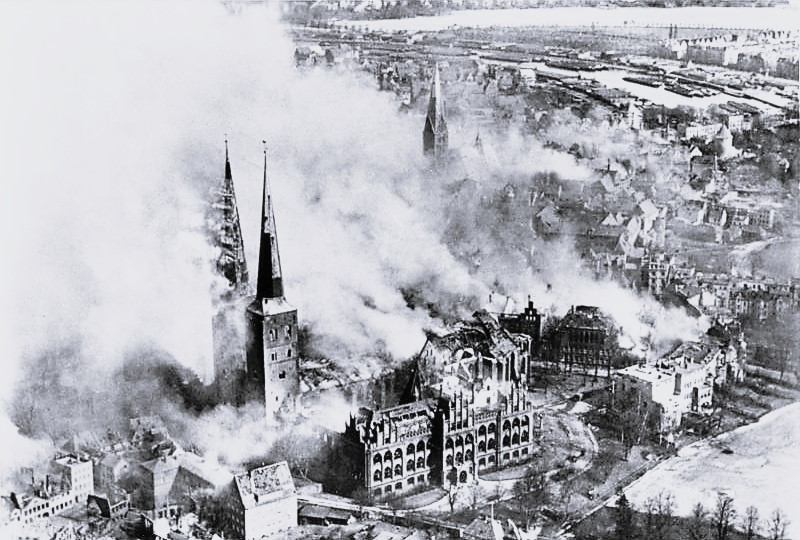
Brennende Domtürme nach dem Luftangriff, neben dem Dom das Museum am Dom

In der Nacht zum Palmsonntag vom 28. zum 29. März 1942 erlebte Lübeck einen schweren Luftangriff, durch den ein Fünftel der Lübecker Innenstadt zerstört wurde. Mehrere Bomben schlugen in der Nachbarschaft ein, ebenso das östliche Gewölbe im Chor, was den Hochaltar von 1696 zerstörte. Der Brand des benachbarten Dommuseums griff auf den Dachstuhl des Doms über. Gegen Mittag des Palmsonntags stürzten die Turmhelme ab; die Orgel der Firma Walcker von 1893 hinter dem Prospekt der Arp-Schnitger-Orgel von 1699 wurde ein Raub der Flammen. Es konnten jedoch relativ große Teile der Innenausstattung wie das Triumphkreuz und fast alle mittelalterlichen Flügelaltäre gerettet werden. Als Kriegsfolge brach 1946 der ungesicherte Giebel des nördlichen Querschiffs zusammen, begrub die Paradies genannte Vorhalle unter sich und zerstörte sie fast völlig.

### Wiederaufbau nach 1945
Der Wiederaufbau dauerte einige Jahrzehnte, da die Prioritäten in Lübeck eher auf den Wiederaufbau der Lübecker Marienkirche gelegt wurden. Erst die Gründung der Stiftung „Dom zu Lübeck“ im Jahr 1960 schuf die finanziellen Voraussetzungen für den Wiederaufbau des Domes in seiner alten Größe. Zunächst wurden die Türme und der westliche Teil der Kirche instandgesetzt, um dort nach der Verglasung der Fenster im Altbau ab 1951 wieder Gottesdienste feiern zu können. Es folgte dann der Ostchor und zuletzt die Paradies-Vorhalle an der Nordseite des Doms. Ursprünglich sollte der Wiederaufbau nach einem 1960 im Rahmen eines Gutachterverfahrens empfohlenen Entwurf des Münchener Architekten Olaf Andreas Gulbransson erfolgen. Nach dessen überraschendem Tod im Jahr 1961 wurde 1962 das Hamburger Architektenbüro Grundmann und Sandtmann mit der Neueinrichtung des in seiner alten Größe wieder aufzubauenden Doms beauftragt. Der Wiederaufbau wurde 1982 mit der Rekonstruktion der Paradies-Vorhalle abgeschlossen.
Die Turmhelme erhielten wie alle nach dem Krieg wiederaufgebauten Turmhelme der Lübecker Hauptkirchen eine Unterkonstruktion aus Leichtbeton, nachdem zunächst die mittelalterlichen Fundamente der beiden Türme hydraulisch angehoben, tiefer verankert und verstärkt worden waren.
Aus heutiger Sicht ist der Baugrund an diesem Standort für ein so großes und schweres Bauwerk ungeeignet. Zwischen 2024 und 2033 müssen die Türme erneut saniert werden.

### Gebäudemaße
Der Lübecker Dom ist rund 131 Meter lang, er ist damit eines der längsten Kirchengebäude Deutschlands. Die Breite des Langhauses liegt bei 38 Metern, die Breite der Querhaus-Achse mit Paradies liegt bei 53 Metern. Der Westbau ist rund 36 Meter breit. Das Dach hat eine Firsthöhe von rund 31 Metern. Die Gewölbehöhe im Raum beträgt 20 bis 22 Meter. Mit Turmhöhen von knapp 115 Metern ist der Dom das zweithöchste Kirchengebäude Schleswig-Holsteins.

## Ausstattung

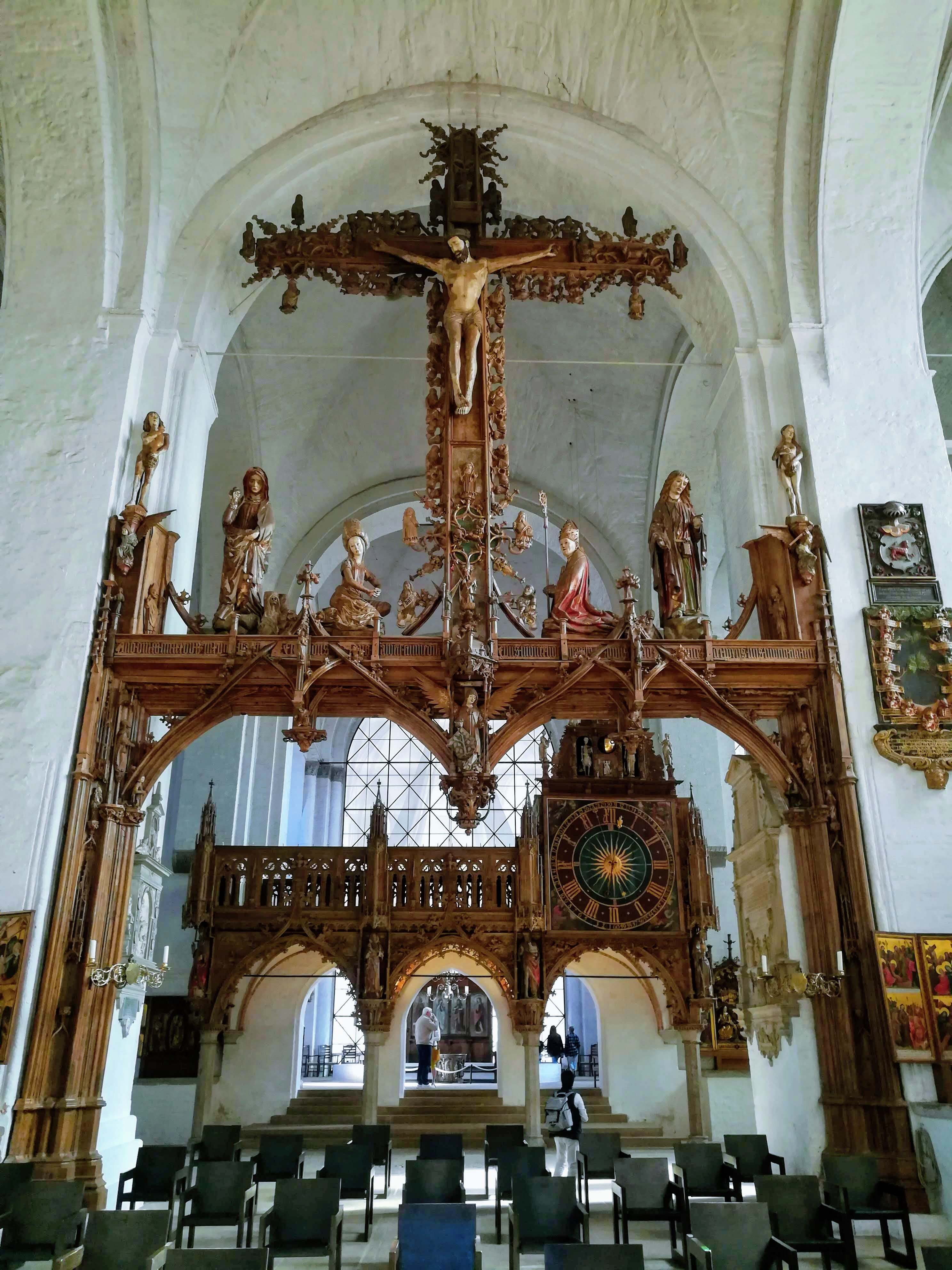
Triumphkreuz von Bernt Notke (1477), dahinter der Lettner mit Uhr

Der Dom war und ist die nach der Marienkirche am reichsten ausgestattete Kirche Lübecks. Hinsichtlich der steinernen Sarkophage in seinen Grabkapellen nimmt der Dom in Lübeck eine herausragende Stellung ein.

### Triumphkreuz
Im Dom befindet sich das auffallende, das Hauptschiff beherrschende, 17 Meter hohe Triumphkreuz des Lübecker Künstlers Bernt Notke. Es wurde von dem Lübecker Bischof Albert II. Krummendiek gestiftet und 1477 im Kirchenschiff aufgerichtet. Auch bei diesem zentralen Kunstwerk gelang die kunsthistorische Zuordnung zu Künstler und Werkstatt erst im 20. Jahrhundert. Der Prediger Zietz bemerkt um 1820 in seiner Darstellung nur knapp:

„Vor dem Chore schwebt auf einem Querbalken ein großes, kraus verziertes Kreuz von Holz, mit mehreren knienden und stehenden Figuren. Der Bischof Albert von Crumedyk, ließ es 1477 dahin setzen, er starb 1489. November . Er verewigte dadurch sein Bildniß, nebst einer Magdalena, unter welcher Gestalt, der Sage nach, seine Beischläferin dargestellt ist; viel Fleiß in der Ausführung wurde daran von dem Künstler bewiesen.“

Diese Einordnung des Notke’schen Werks als Fleißarbeit wandelt sich im Laufe des 19. Jahrhunderts anschaulich, und der kirchenkritische Kunsthistoriker Grautoff bemerkt:

„Das bedeutendste Denkmal dieser Zeit ist das im Jahre 1477 von Bischof Albert Crummedyk gestiftete Triumphkreuz im Dom, das vorzüglichste Zeugnis von dem durchgebildeten Können der Lübecker Künstler, das leider 1894 durch ungeschickte Restauration wie manche andere Kunstdenkmäler des Doms sehr verdorben ist.“

### Taufe

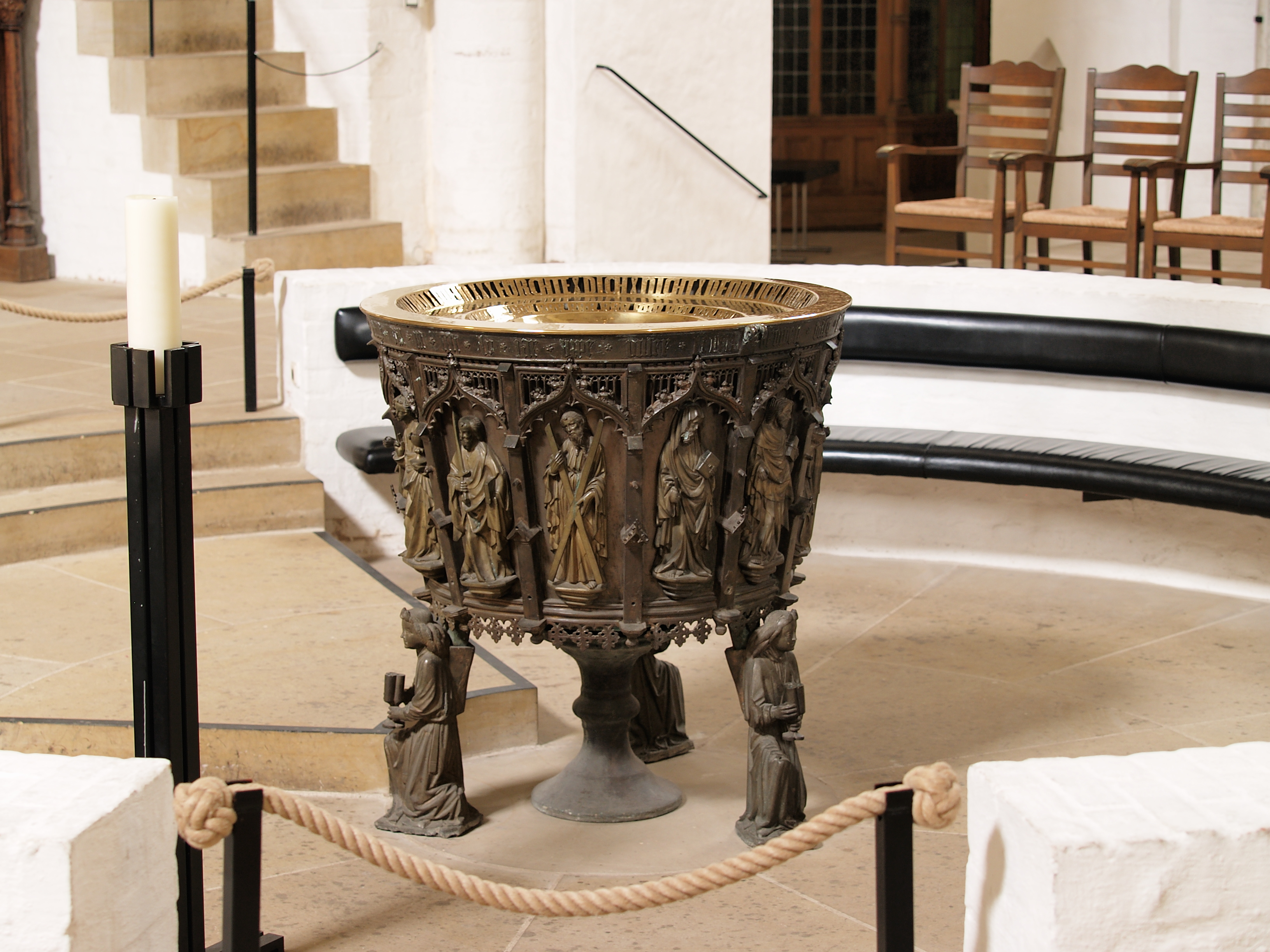
Taufbecken

Die eherne Fünte von Lorenz Grove aus dem Jahr 1455 ersetzte die heute in der Kirche von Klein Wesenberg befindliche alte steinerne Fünte aus Kalkstein von der schwedischen Insel Gotland.
Die Taufe stand bis 1942 vor der Orgel im Westen der Kirche nahe dem Eingang, dem früher traditionellen Standort von Taufbecken in Kirchen. Beim Wiederaufbau nach dem Zweiten Weltkrieg wurde sie in eine von Sandtmann und Grundmann neu gestaltete Taufkapelle zwischen Lettner und Ostchor versetzt und erhielt einen von Rolf Koolman gefertigten Einsatz.

### Kanzel

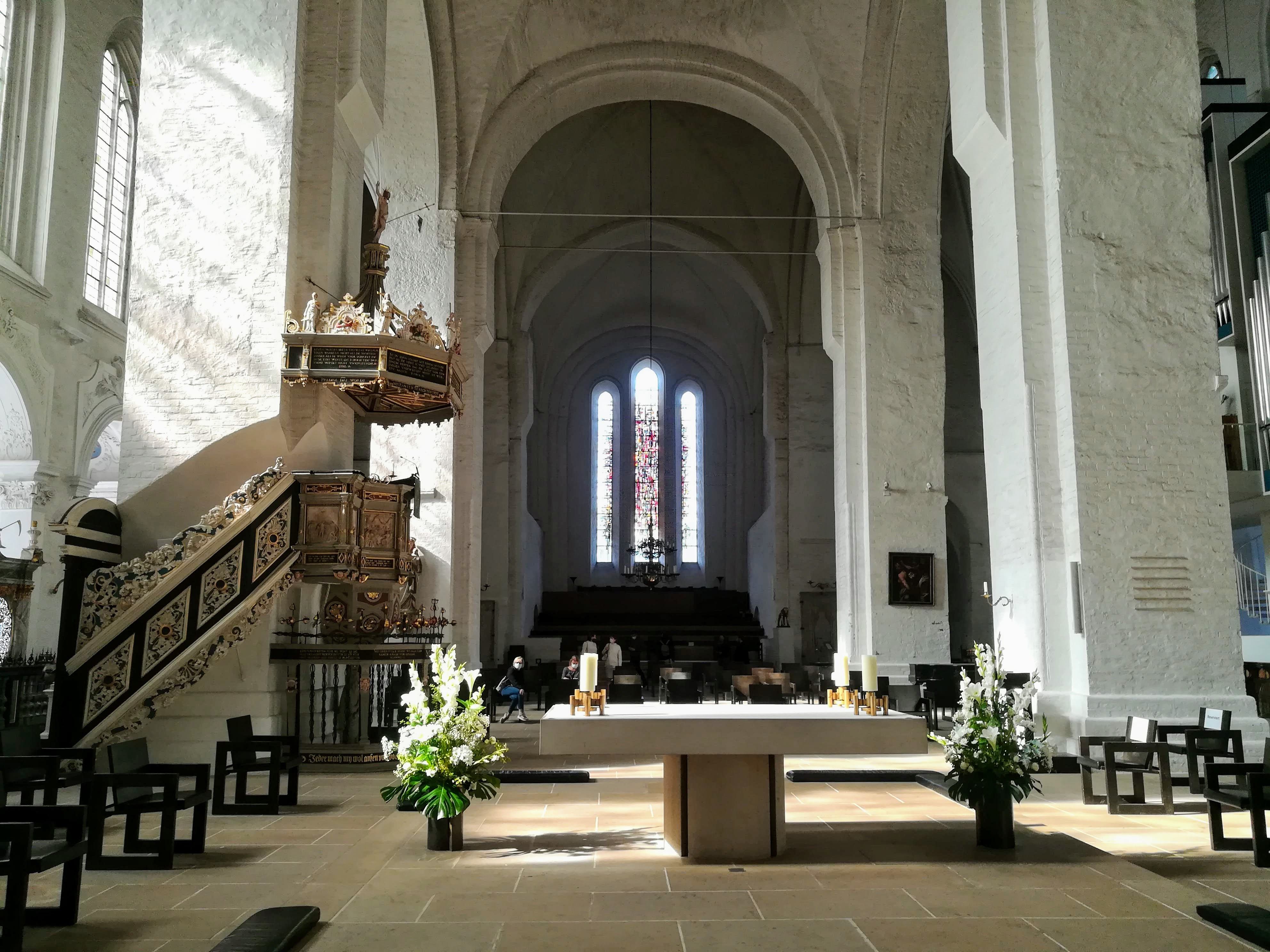
Kanzel und Altar im Zentrum

Die Renaissance-Kanzel wurde 1586 vom damaligen Pastor Dionysius Schünemann gestiftet und von dem flämischen Steinmetz Hans Fleming errichtet. Sie erhebt sich über einem Untersatz, der von einer Mose-Statue getragen wird. Der Kanzelkorb ist mit sieben Alabaster-Reliefs geschmückt, die Szenen aus dem Leben Jesu zeigen, die alle von dem flämischen Bildhauer Willem van den Broeck gearbeitet wurden. Der Schalldeckel mit einer Statue des Auferstandenen stammt von 1570, der Aufgang wurde 1731 im spätbarocken Stil erneuert. Ein besonderes Kunstwerk ist das schmiedeeiserne Gitter in verschlungenen Formen, das 1572 von der Bruderschaft der Stecknitzfahrer gestiftet wurde.

### Lettner mit Kirchenuhr

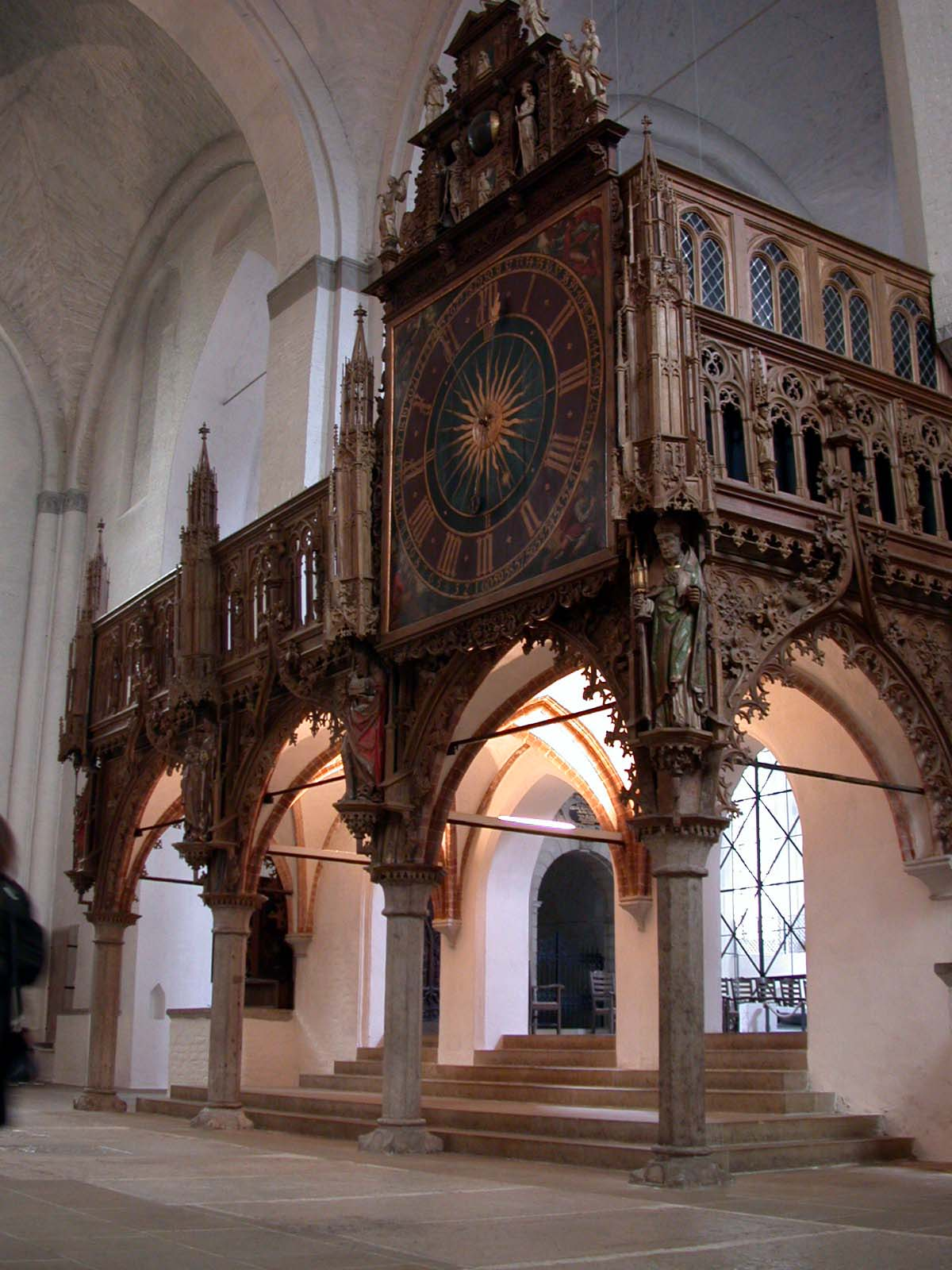
Kirchenuhr am Lettner

Auch die Bildschnitzereien der Außenverkleidung des Lettners wurden von Bernt Notke geschaffen. Es handelt sich dabei um eine Stiftung des Lübecker Bürgermeisters Andreas Geverdes, die 1477 zusammen mit dem Triumphkreuz fertiggestellt wurde. Vorbild war der Lettner im Magdeburger Dom, Geverdes ursprünglicher Heimatstadt. Die vier Statuen zeigen die Patrone des Doms; von Nord nach Süd sind es die Heiligen Nikolaus, Maria, Johannes der Täufer und Blasius.
Die Kirchenuhr am Südende des Lettners stammt aus dem Jahr 1628.

### Flügelaltäre
Der berühmte Altar von Hans Memling aus der Greveraden-Kapelle im nördlichen Seitenschiff befindet sich seit dem Zweiten Weltkrieg in der Mittelaltersammlung des Museums für Kunst- und Kulturgeschichte im St.-Annen-Kloster.

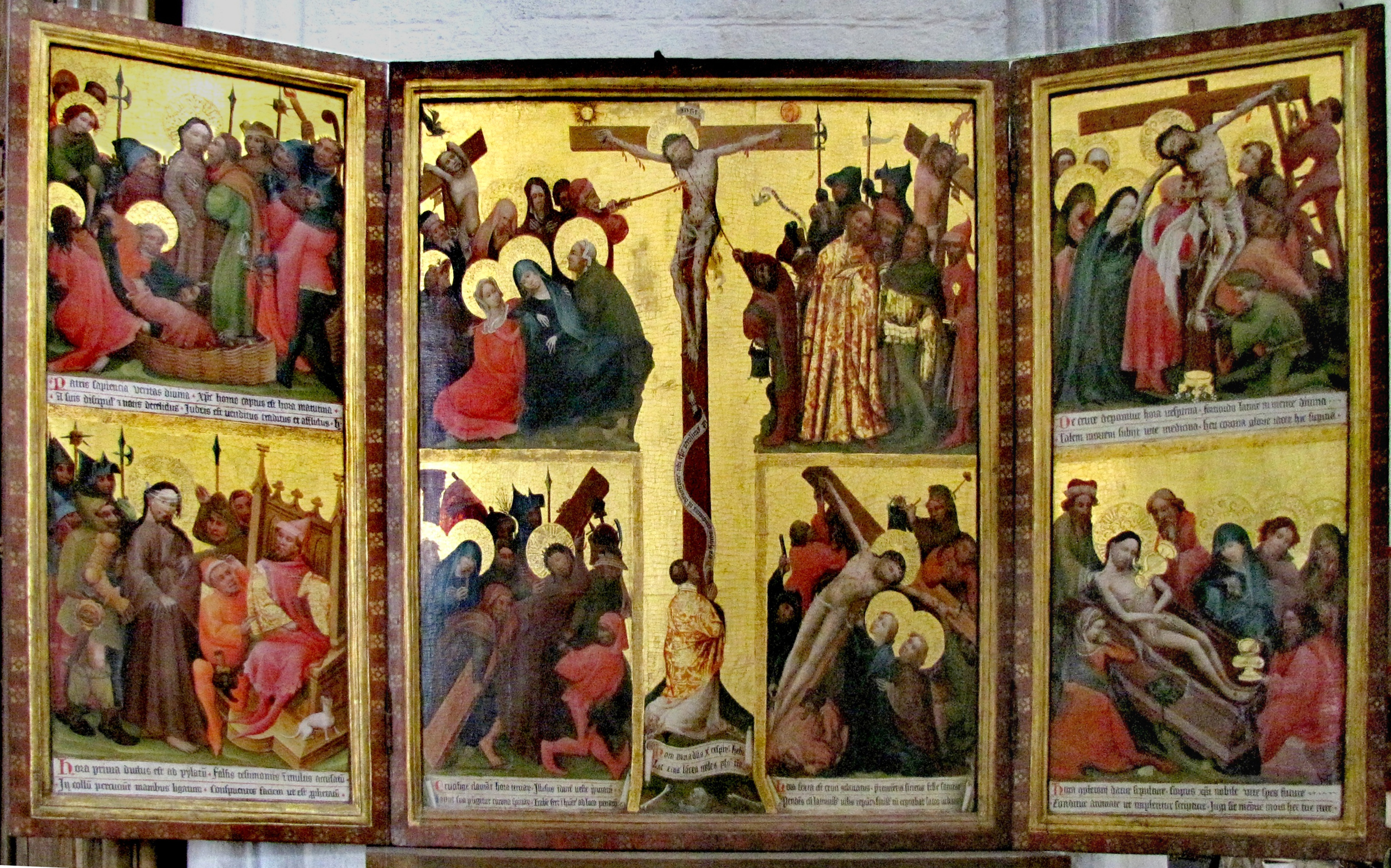
Altar der kanonischen Tageszeiten

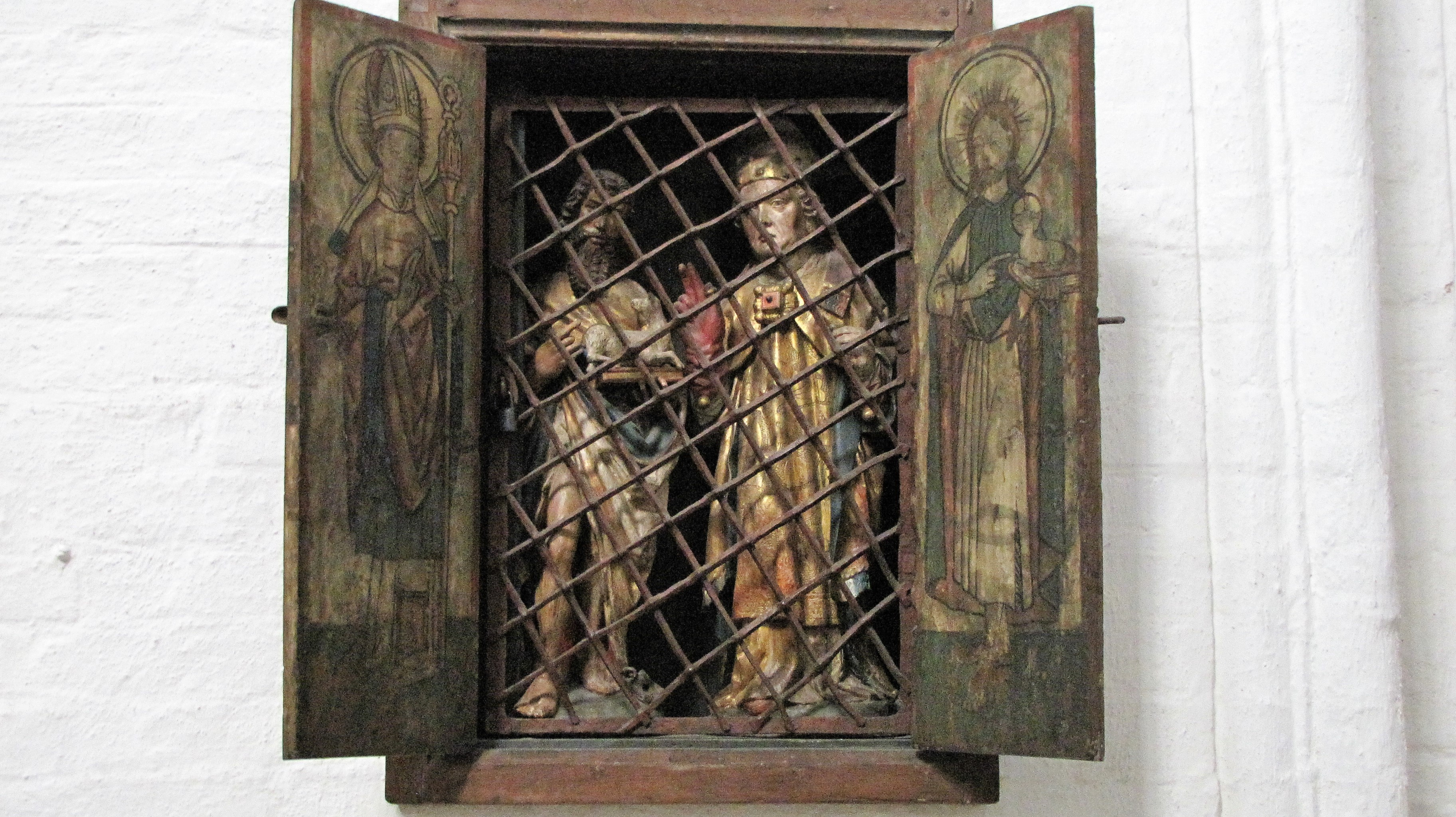
Wandschrank mit Statuen der Dompatrone Johannes der Täufer und Nikolaus, um 1475, Bernt Notke zugeschrieben

Es befinden sich jedoch weitere sehenswerte Flügelaltäre im Lübecker Dom. Der Altar der Kanonischen Tageszeiten auf der Südseite des Triumphkreuzes stammt aus dem ersten Drittel des 15. Jahrhunderts; er verbindet auf der Grundlage des Hymnus Patris sapientia die sieben Horen des Tages mit Ereignissen aus der Passion Christi.

### Tafelbilder
Neben zahlreichen Porträts gibt es im Dom zwei großformatige Tafelbilder, die beide aus dem 17. Jahrhundert stammen. Eins zeigt den Heiligen Christophorus (1665) und hängt über dem Portal, das aus dem nördlichen Seitenschiff in die Paradies-Vorhalle führt. Das andere, die Klage Jesu Christi an die undankbare Welt, wird auf das Ende des 17. Jahrhunderts datiert; es zeigt Jesus Christus, der dem Betrachter entgegentritt und ihn auf das bei Johannes 14 aufgeschlagene Neue Testament verweist, verbunden mit der als Lübecker Domspruch bekannt gewordenen Inschrift:
Ich bin das Licht – ihr sehet mich nicht.

Ich bin der Weg – ihr gehet mich nicht.

Die Wahrheit – ihr glaubet mir nicht.

Das Leben – man suchet mich nicht.

Ich bin Reich – man bittet mich nicht.

Ich bin Edel – man dienet mir nicht.

Der Schönste – man liebet mich nicht.

Ich bin Barmherzig – man vertrauet mir nicht.

Ich bin Allmächtig – man fürchtet mich nicht.

Ich bin ein Lehrer – man folget mir nicht.

werdet ihr verdammet – verweiset mirs nicht.

### Glasmalerei

Das von Lothar Quinte 1962/63 neu gestaltete Westfenster

Sämtliche Glasfenster des Doms wurden 1942 zerstört, darunter auch zwei, die Professor Alexander Linnemann aus Frankfurt um 1900 entworfen und ausgeführt hatte. Beim Wiederaufbau erhielten die Fenster eine schlichte, rautenförmige Bleiverglasung aus opakem Glas. Lediglich das durch die Zerstörung der Orgel nun frei sichtbare Westfenster wurde durch Lothar Quinte 1962/63 künstlerisch gestaltet. Das strahlend farbige dreiteilige Fenster wurde vom Kulturkreis der deutschen Wirtschaft im Bundesverband der Deutschen Industrie gestiftet. Die Gestaltung des Westfensters erinnert an die Fensterrosetten mittelalterlicher Kathedralen und antwortet auf die Monumentalität des den Dominnenraum beherrschenden Triumphkreuzes.

### Grabkapellen

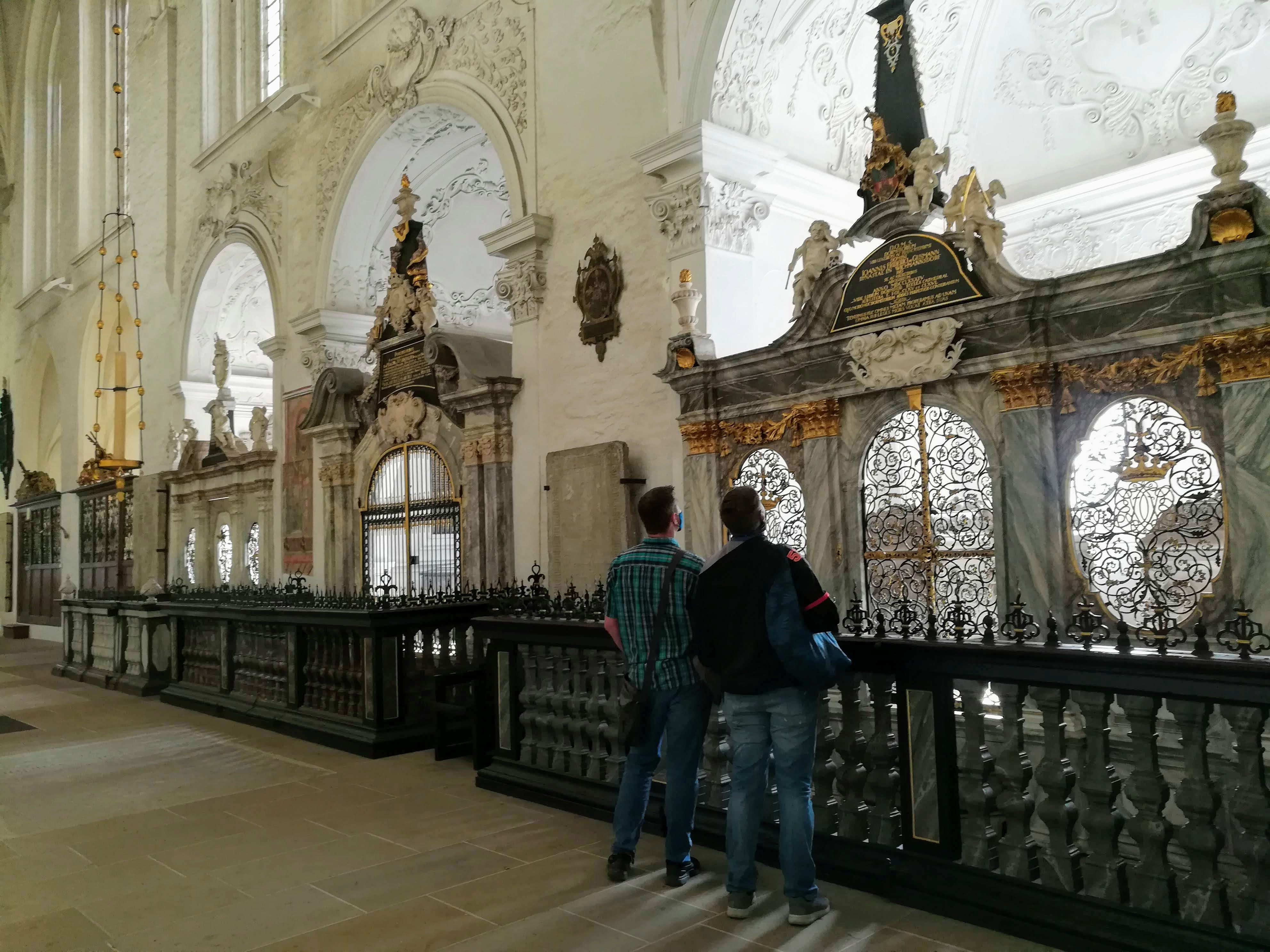
Grabkapellen im südlichen Seitenschiff

Nach der Reformation wurden die zahlreichen Seitenkapellen des Doms zu Grabkapellen für die Mitglieder des Domkapitels. Bei den im südlichen Seitenschiff gelegenen Grabkapellen findet sich aus der Zeit des Barock das von dem in Kopenhagen ansässigen flämischen Bildhauer Thomas Quellinus geschaffene Grabmal des dänischen Kanzlers Johann Hugo von Lente. Ebenfalls im südlichen Seitenschiff befindet sich die Grabkapelle des gottorfischen Staatsmannes Magnus von Wedderkop und seiner Frau.

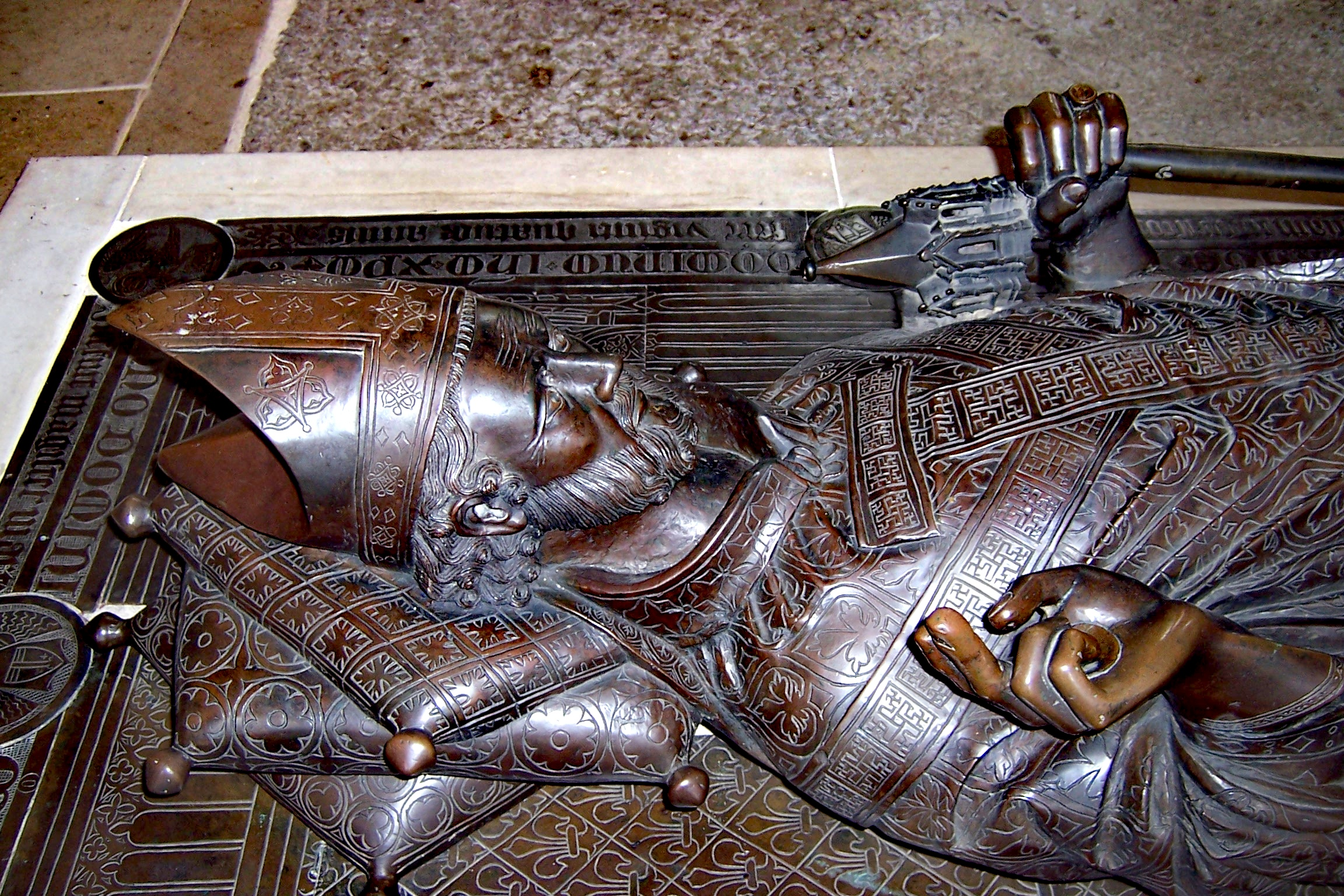
Grabfigur Bischof Heinrich II. Bochholt mit Stifter-Modell des Chores

In der Marientidenkapelle von 1445 am östlichen Ende des Hochchors befindet sich das ebenfalls von Quellinus geschaffene Grabmal von Fürstbischof August Friedrich († 1705) und seiner Gemahlin Christina. Für seine Nachfolger wurde bis 1747 unter der Bauleitung des eutinischen Hofbaumeister Johann Christian Löwen, gen. Lewon die Neue Fürstbischöfliche Grabkapelle errichtet.
Durch Teilung der alten Sakristei in der östlichen Hälfte und Ausbau nach Norden entstand ein zweijochiger Raum. Zum nördlichen Seitenschiff des Doms hin ist er mit einem von Hieronymus Hassenberg geschaffenen Sandsteinportal offen. Der Raum ist überspannt mit einem Tonnengewölbe, dessen Rokoko-Stuckdekor vermutlich vom Eutiner Hofbildhauer Johann Georg Moser stammt. In jedem der beiden Gewölbe befindet sich ein Kreisfeld mit einem Tondo auf Leinwand; das nördliche Bild, das einen thronenden Gottvater zeigte, ist verloren; das südliche zeigt den auferstehenden Christus in einer 1869 stark übermalend aufgebrachten Fassung.
Die Kapelle wurde 1985/1986 grundlegend restauriert. Die älteren Särge schuf der Hofbildhauer Theodor Schlichting (um 1680–1746). In der Kapelle ruhen Fürstbischof Christian August († 1726) und seine Frau Albertine Friederike († 1755), die Tochter Markgrafs Friedrich zu Baden-Durlach; Fürstbischof Karl († 1727); Fürstbischof Friedrich August, erster regierender Herzog von Oldenburg († 1785), und seine Frau, Ulrike Friederike Wilhelmine von Hessen-Kassel († 1787), sowie Herzog Peter Friedrich Wilhelm (Oldenburg) († 1823).
Unter dem Nordturm befand sich die Grabkapelle der Familie von Berkentin. Hier wurden unter anderem Christian August von Berkentin und seine Tochter Louise von Plessen beigesetzt. Seit den Zerstörungen durch den Luftangriff auf Lübeck im Zweiten Weltkrieg befinden sich ihre Sandsteinsarkophage zusammen mit den anderen ihrer Familie in der südöstlichsten Chorumgangskapelle des Doms.
1737 erwarb der spätere Dompropst Jacob Levin von Plessen einen Raum (eigentlich einen Gang) im Süden des Chorraums bei der Rochuskapelle und ließ ihn zu einer Grabkapelle für sich und seine Familie ausbauen. Den von einer eisernen Gittertür verschlossenen Raum ließ er mit einer Rokoko-Kartusche mit seinem Wappen dekorieren. Dieses ist dem Stern des St.-Annen-Ordens aufgelegt und von dessen Devise Amantibus iustitiam pietatem fidem umgeben. Beim Wiederaufbau nach dem Zweiten Weltkrieg wurden die Kartusche und Plessens Sandsteinsarkophag gemeinsam mit den Berkentinschen Särgen aufgestellt.
Unter anderen ein finden sich ein Sandsteinepitaph des flämischen Bildhauers Robert Coppens aus dem Jahr 1597 für den Nowgorodfahrer und Kaufmann Albert Schilling († 1574) mit einem Relief der Grablegung Christi in Alabaster, signiert mit dem Monogramm „R. C.“, und ein aufwendiges Alabasterepitaph für den Dekan des Domkapitels Ludwig Pincier (1616).

### Glocken

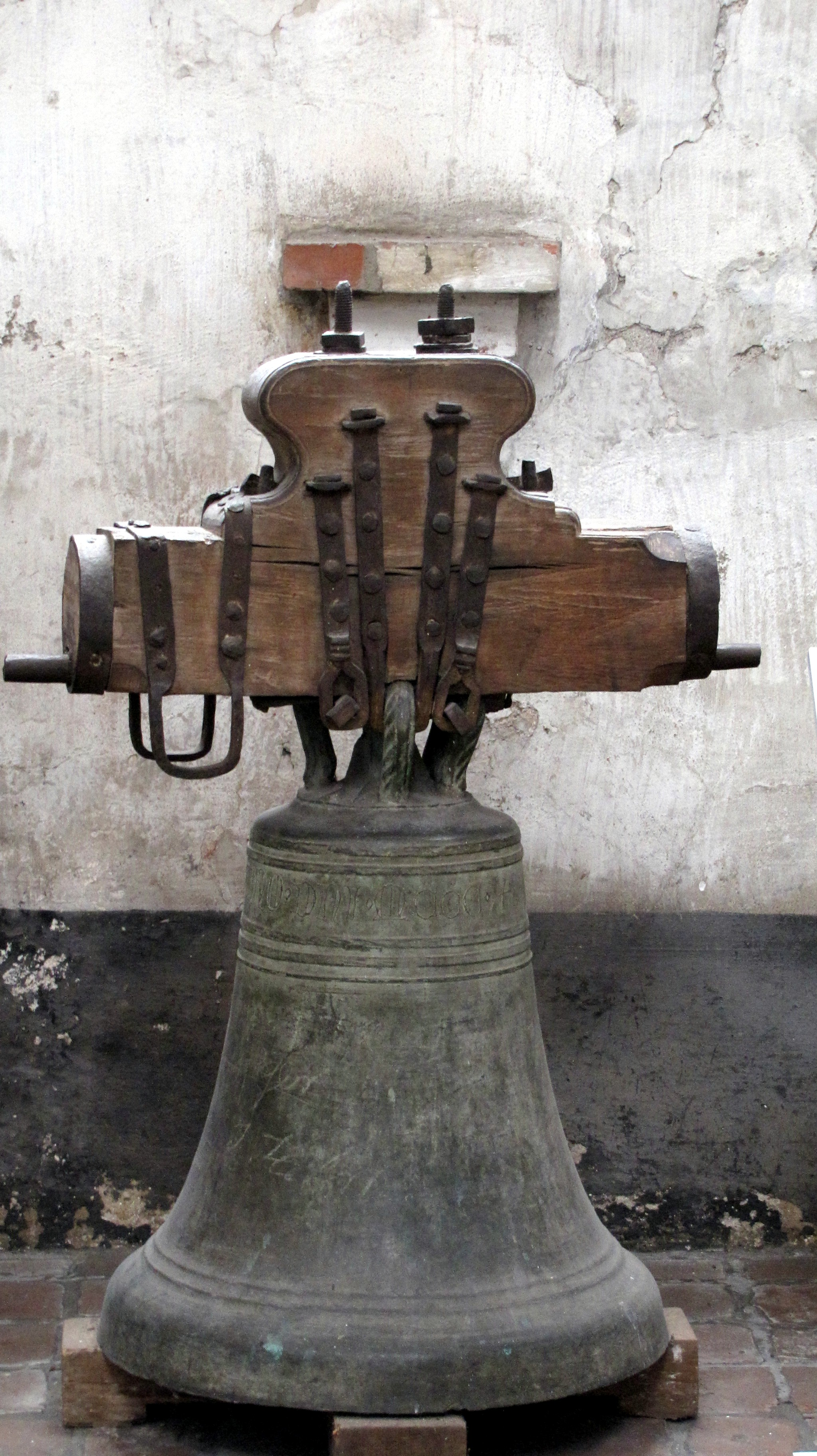
Domglocke von 1315

Die Kinderglocke von 1315, die älteste datierbare Glocke der Region, wurde 1912 an das Museum für Kunst- und Kulturgeschichte abgegeben und ist heute in der Katharinenkirche ausgestellt, weshalb sie den 2. Weltkrieg überlebte.
Im nördlichen Turm befinden sich sechs Kirchenglocken, von denen alle außer die historische Katharinenglocke von 1481 im Jahr 1965 von der Glocken- und Kunstgießerei Rincker in Sinn gegossen wurden. Die Glocken hängen in einem Stahlglockenstuhl an gekröpften Jochen, außerdem haben die Glocken Gegengewichtsklöppel. Aufgrund von defekten Motoren waren die Glocke 2 (c1) und die Glocke 3 (e1) seit 2019 nicht mehr sicher läutbar. Im Juni 2023 wurden alle aus den 1960er Jahren stammenden Motoren sowie die Elektrik und die Steuerung von einer Fachfirma erneuert.
Bis zum Zweiten Weltkrieg besaß der Dom sechs Glocken, wovon jedoch nur fünf läuteten, da die undatierbar gewesene Zeichenglocke starr aufgehängt war. Die damals Vierte Glocke war eine undatierte Glocke aus dem 15. Jh. mit einem Durchmesser von 1,2 m. Die kleinste und gleichzeitig auch älteste datierbare Glocke des Geläutes war die 1315 gegossene Kinderglocke mit 0,7 m Durchmesser. Die Marienglocke von 1390 mit einem Durchmesser von 1,57 m war die zweitgrößte Glocke. Die noch heute zum Geläut gehörende Katharinenglocke von 1481 war die drittälteste Glocke.
Der Dom besaß verschiedene Pulsglocken. Die älteste nachweisbare Pulsglocke wurde wahrscheinlich von Matthias Benningk im Jahr 1581 gegossen, sie sprang 1686. An ihre Stelle trat eine 1686 von Ahrend Kleinmann sowie den Brüdern Vitus und Ernst Siebenbaum gegossene Glocke, welche jedoch im ersten Guss misslungen ist und noch im selben Jahr erneut gegossen werden musste. Auch diese Pulsglocke hatte keine ewige Dauer und sprang bereits 1699. Im selben Jahr erfolgte wieder ein Umguss durch Joachim Hannibal Brors, doch 1745 sprang auch diese Glocke. Lorenz Strahlborn goss dann schließlich im selben Jahr die Pulsglocke, die bis zum Bombenangriff an Palmarum 1942 überlebt hat. Mit einem Durchmesser von 2,32 m war sie die größte Glocke in Lübeck, sie erklang im Ton f°.
2011 stellte der Kirchenkreis Lübeck-Lauenburg eine Audiodatei des Domgeläuts online.
| Nr. | Nominal | Gussjahr | Gießer                                                      | Durchmesser (mm) | Gewicht (kg) | Inschrift |
| 1   | a0+6    | 1965     | Glocken- und Kunstgießerei Rincker                          | 1755             | 3145         | + CHRISTUS SPRICHT: ICH BIN DAS LEBEN                                                                                      |
| 2   | c1+1    | 1965     | Glocken- und Kunstgießerei Rincker                          | 1495             | 2012         | + CHRISTUS SPRICHT: ICH BIN DIE WAHRHEIT                                                                                   |
| 3   | e1+7    | 1965     | Glocken- und Kunstgießerei Rincker                          | 1270             | 1221         | + CHRISTUS SPRICHT: ICH BIN DER WEG                                                                                        |
| 4   | f1+8    | 1965     | Glocken- und Kunstgießerei Rincker                          | 1198             | 995          | + CHRISTUS SPRICHT: ICH BIN DAS LICHT                                                                                      |
| 5   | g1+7    | 1481     | Unbekannt                                                   | 1096             | 800          | anno dni 1481 + alberto krumedik epo lubicensi regnate Indico divina dum pulsor ego katerina Jhesus nazarenus rex judeorum |
| 6   | a1+8    | 1965     | Glocken- und Kunstgießerei Rincker                          | 955              | 551          | + CHRISTUS SPRICHT: ICH BIN DAS BROT                                                                                       |
|     |         | 1782     | J. K. Meyer (Viertelschlagglocke mit Inschrift, abgestellt) |                  |              | |

Läuteordnung
- Vollgeläut: Glocken 6-1: Sonntags zum Gottesdienst, Neujahrsläuten, Heiligabend, 1. Weihnachtstag, 2. Weihnachtstag, Osternacht, Ostersonntag, Ostermontag, Pfingstsonntag, Pfingstmontag
- Sonntagsgeläut, Sonntags 8 Uhr: Glocken 6-2 (c1, e1, f1, g1, a1)
- Sonntagseinläuten, Samstags 20 Uhr: Glocken 6+3+2 (c1 e1 a1)
- Karfreitagsläuten zur Sterbestunde (15 Uhr): Glocke 1 (a0)
- Mittagsläuten (12 Uhr): Glocke 3 (e1)
- Abendläuten (18 Uhr): Glocke 2 (c1)

## Kirchenmusik
Die Gemeinde ist fest in das Lübecker Musikleben eingebunden. Dank dem langjährigen Kantor und Organisten Uwe Röhl (1925–2005) ist der Dom Spielort des Schleswig-Holstein Musik Festivals. Sein Nachfolger bis Februar 2018 war Hartmut Rohmeyer. Der Domchor, gegründet 1948 von dem damaligen Kirchenmusiker Erwin Zillinger als Nachfolger Wilhelm Stahls, bringt regelmäßig große Oratorien zur Aufführung.

### Ehemalige Schnitger-Orgel

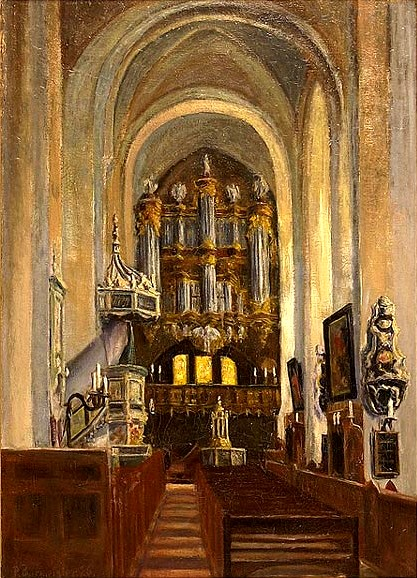
Paul Burmeister: Ehemalige Schnitger-Orgel

Aufnahme um 1900

Bis 1942 gab es im Westwerk des Domes eine große Orgel, die auf ein Instrument zurückging, das in den Jahren 1696 bis 1699 von Arp Schnitger erbaut worden war. Das dreimanualige Instrument war mit 45 Registern erbaut worden. Es handelte sich dabei um das größte Werk Schnitgers in Schleswig-Holstein. Die Bauleitung hatte sein Meistergeselle Hans Hantelmann inne; der Lübecker Bildschnitzer Johann Jakob Budde schuf den Prospekt mit aufwendigem Dekor, bekrönenden und seitlichen Figuren und ausladendem Schnitzwerk. Wegen der konzeptionellen Ähnlichkeiten mit der Hamburger Jacobi-Orgel wird vermutet, dass für die Domorgel ein Hamburger Aufriss verwendet wurde. Abgenommen wurde die Orgel durch Dieterich Buxtehude und den Domorganisten Johann Jacob Nordtmann. Händel und Mattheson spielten 1703 auf der neuen Orgel, im Jahr 1705 wahrscheinlich auch Johann Sebastian Bach.
In den Jahren 1892 und 1893 ersetzte die Firma E. F. Walcker das Orgelwerk, behielt aber den historischen Prospekt bei. Das neue Orgelwerk besaß drei Manuale und 64 Register; die Traktur war pneumatisch. Schnitgers Spieltisch wurde in diesem Zuge ausgebaut und kam ins St.-Annen-Museum und entging auf diese Weise der Zerstörung der Orgel im Jahr 1942. Der Principal 8′ aus Eichenholz des Brustwerks blieb als Register erhalten und ist heute in einer Hausorgel spielbar eingebaut. Neben zwei Metallpfeifen des Innenwerks, die sich heute im St.-Annen-Museum befinden, blieben weiterhin zwei Registerleisten mit den Registernamen erhalten. Diese Leisten aus geschwärztem Nussbaumholz mit Beschriftungen aus Goldbronze sind 59 cm breit und 3,8 cm hoch. Aus diesen Registerleisten geht hervor, dass einst je sieben Registerzüge horizontal links und rechts der Spielanlage angeordnet waren. Indirekt lassen sich mit diesen Registerleisten auch technische Rückschlüsse und die Stellung der Register auf den Windladen des Hauptwerks und des Rückpositivs erschließen. Die Anordnung von sieben Registerzügen nebeneinander entspricht der Orgel von St. Jakobi zu Hamburg.
Die erhaltene Leiste für das Hauptwerk befand sich links der Manualklaviaturen und nennt die Registernamen: Tremulant – Quintaden 16 f. – Spitzfloit 8 f. – Rohrfloit 4 f. – Nasat 3 f. – Trommet 16 f. – Trommet 8 f.
Die erhaltene Leiste des Rückpositivs befand sich rechts der Manualklaviaturen und nennt die Registernamen: Ventiel Pedal – Ventiel Rügpositiv – Dulcian 16 f. – Scharff – Sexquialt – Octav 4 f. – Gedact 8 f.
2002 fand gemeinsam mit der Musikhochschule Lübeck ein Symposion statt, das die Frage der Rekonstruktion der Arp-Schnitger-Orgel von 1699 zum Gegenstand hatte. Als Resultat galt solch eine Rekonstruktion zwar als technisch machbar, wurde aber vor allem aus denkmalpflegerischen Gründen abgelehnt. Die sich anschließende Diskussion wurde jahrelang kontrovers geführt. Zunächst überwogen Vertreter, die einen Orgelneubau befürworteten, der sich am Klangbild und der Gestaltung der Schnitger-Orgel orientieren, sich aber formal eigenständig und als additive Baumaßnahme des 21. Jahrhunderts präsentieren sollte.
Im Jahr 2012 entschied sich der Kirchengemeinderat für einen prämierten Entwurf, der eine weitgehende Rekonstruktion vorsieht. Der 1942 zerstörte Prospekt wurde mithilfe des Göteborg Organ Art Center anhand alter Fotografien und Mensurangaben im Jahr 2000 in der schwedischen Örgryte New Church kopiert. Diese Erfahrungen sollen dem Orgelneubau zugutekommen, der im Westwerk auf einem lettnerartigen Bogen vorgesehen ist.
Die originale Disposition ist erst 1822 durch den Orgelbauer Theodor Vogt bezeugt:
| I Hauptwerk CDEFGA–c3 |       |
| Principal             | 16′   |
| Quintadena            | 16′   |
| Octave                | 08′   |
| Spitzflöte            | 08′   |
| Octave                | 04′   |
| Rohrflöte             | 04′   |
| Nasat                 | 2 ⁄3′ |
| Octave                | 02′   |
| Rauschpfeiffe II      |       |
| Mixtur VI–VIII        |       |
| Cimbel III            |       |
| Trompet               | 16′   |
| Trompete              | 08′   |

| II Rückpositiv CDEFGA–c3 |     |
| Principal                | 08′ |
| Quintadena               | 08′ |
| Gedackt                  | 08′ |
| Octave                   | 04′ |
| Blockflöte               | 04′ |
| Kleinflöte               | 01′ |
| Sesquialtera II          |     |
| Scharff VI–VIII          |     |
| Dulzian                  | 16′ |
| Trichterregal            | 08′ |

| III Brustwerk CDEFGA–c3 |       |
| Principal (Eichenholz)  | 08′   |
| Octave                  | 04′   |
| Octave                  | 02′   |
| Gemshorn                | 02′   |
| Quinte                  | 1 ⁄3′ |
| Sesquialtera II         |       |
| Scharff VI–VIII         |       |
| Dulzian                 | 08′   |
| Schalmey (ab g)         | 08′   |

| Pedal CD–d1      |     |
| Principal        | 16′ |
| Subbas           | 16′ |
| Octave           | 08′ |
| Gedackt          | 08′ |
| Octave           | 04′ |
| Nachthorn        | 02′ |
| Rauschpfeiffe II |     |
| Mixtur VI–VIII   |     |
| Posaune          | 32′ |
| Posaune          | 16′ |
| Dulzian          | 16′ |
| Trompete         | 08′ |
| Trompete         | 04′ |
| Cornet           | 02′ |

### Domorgel

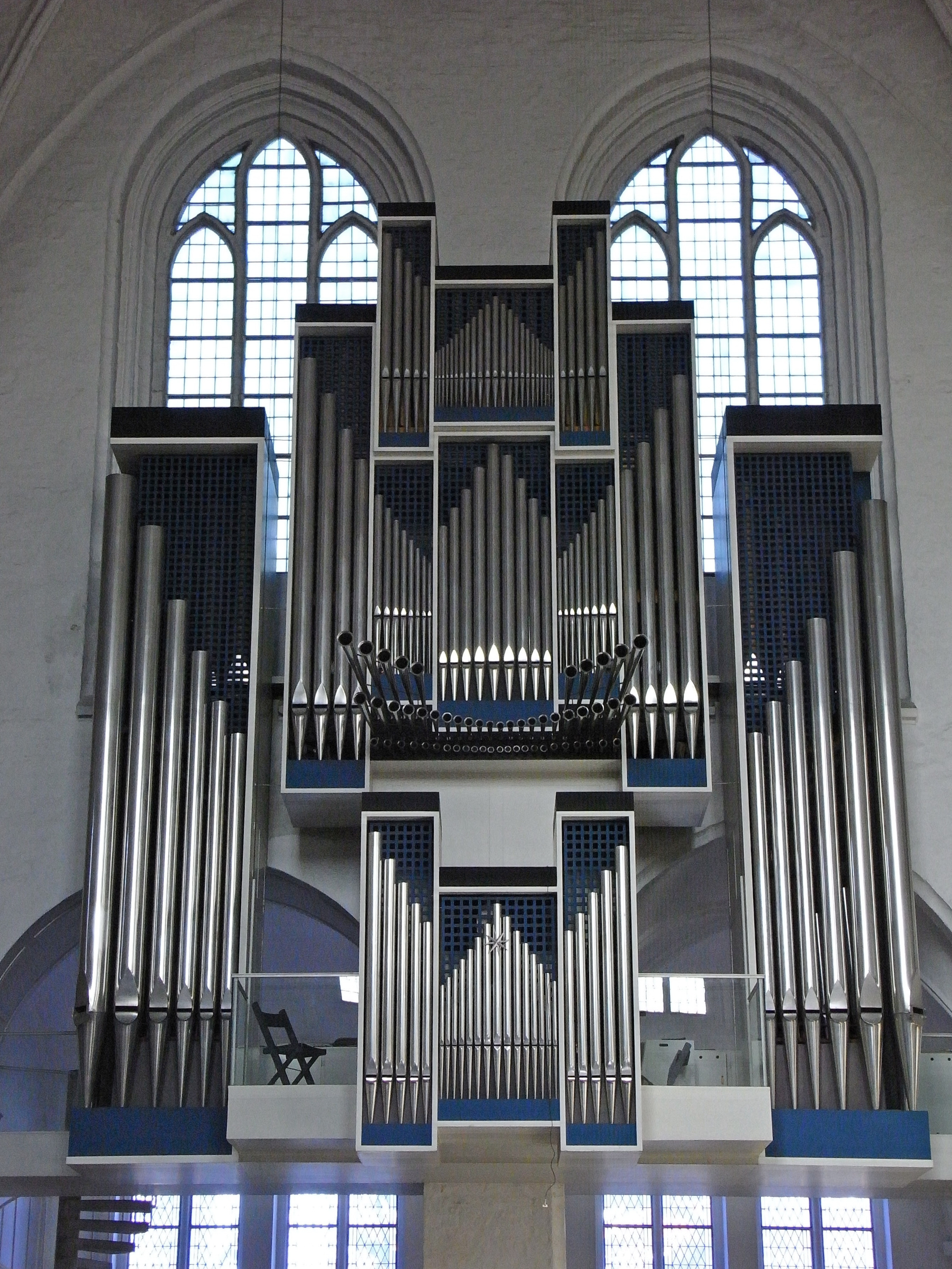
Lübecker Domorgel

Die heutige Domorgel wurde 1970 von der dänischen Orgelbaufirma Marcussen & Søn aus Apenrade erbaut. Das Instrument wurde nicht im Westwerk aufgestellt, wo sich bis 1942 die große Schnitger-Orgel befand, sondern an der Wand des nördlichen Seitenschiffes erbaut, weil man das Westwerk freihalten wollte. Der schlichte, symmetrische Prospekt mit klassischer Werkanordnung wurde von dem Hamburger Architekten Friedhelm Grundmann entworfen. Das Schleifladen-Instrument hat 47 Register und zwei Nebenregister auf drei Manualen und Pedal. Die Spieltrakturen sind mechanisch, die Registertrakturen sind elektrisch.
| I Rückpositiv C–g3 |                   |       |
| 01.                | Prinzipal         | 08′   |
| 02.                | Gedackt           | 08′   |
| 03.                | Quintatön         | 08′   |
| 04.                | Oktave            | 04′   |
| 05.                | Rohrflöte         | 04′   |
| 06.                | Oktave            | 02′   |
| 07.                | Waldflöte         | 02′   |
| 08.                | Sifflöte          | 1 ⁄3′ |
| 09.                | Sesquialtera II 0 | 2 ⁄3′ |
| 10.                | Scharff V–VI      |       |
| 11.                | Dulzian           | 16′   |
| 12.                | Krummhorn         | 08′   |
|                    | Tremulant         |       |

| II Hauptwerk C–g3 |                 |       |
| 13.               | Prinzipal       | 16′   |
| 14.               | Oktave          | 08′   |
| 15.               | Spitzflöte      | 08′   |
| 16.               | Oktave          | 04′   |
| 17.               | Nachthorn       | 04′   |
| 18.               | Spitzquinte     | 2 ⁄3′ |
| 19.               | Oktave          | 02′   |
| 20.               | Mixtur VI–VII 0 |       |
| 21.               | Zimbel IV       |       |
| 22.               | Trompete        | 08′   |

| III Schwellwerk C–g3 |                    |        |
| 23.                  | Gedackt            | 16′    |
| 24.                  | Rohrflöte          | 08′    |
| 25.                  | Spitzgambe         | 08′    |
| 26.                  | Schwebung          | 08′    |
| 27.                  | Prinzipal          | 04′    |
| 28.                  | Querflöte          | 04′    |
| 29.                  | Quinte             | 2 ⁄3′  |
| 30.                  | Gemshorn           | 02′    |
| 31.                  | Terz               | 1 3⁄5′ |
| 32.                  | Mixtur V           |        |
| 33.                  | Glockenzimbel II 0 |        |
| 34.                  | Trompete           | 08′    |
| 35.                  | Vox humana         | 08′    |
|                      | Tremulant          |        |

| Pedal C–f1 |             |         |
| 36.        | Prinzipal   | 16′     |
| 37.        | Subbaß      | 16′     |
| 38.        | Quinte      | 10 2⁄3′ |
| 39.        | Oktave      | 08′     |
| 40.        | Gedackt     | 08′     |
| 41.        | Oktave      | 04′     |
| 42.        | Nachthorn 0 | 02′     |
| 43.        | Mixtur VI   |         |
| 44.        | Posaune     | 16′     |
| 45.        | Fagott      | 16′     |
| 46.        | Trompete    | 08′     |
| 47.        | Zink        | 04′     |

- Koppeln: I/II, III/I, III/II, I/P, II/P, III/P
- Nebenregister: Zimbelstern, Nachtigall (Rückpositiv)
- Spielhilfen: elektronische Setzeranlage

### Barockorgel

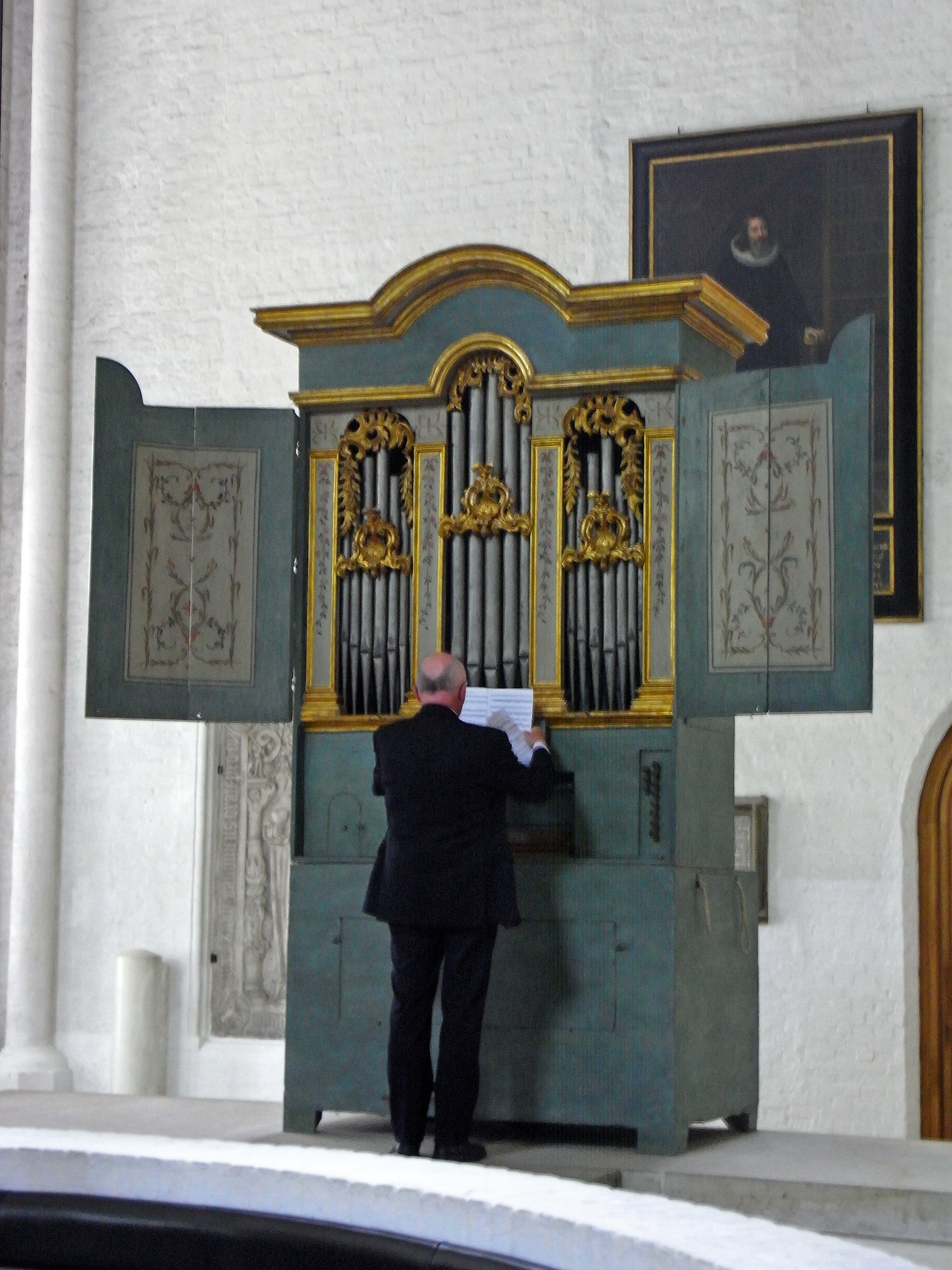
Barockorgel von di Rosa

Daneben befindet sich eine barocke Orgel von Biaggio di Rosa aus dem Jahr 1777 im Dom, die Eigentum der Musikhochschule Lübeck ist. Das Instrument ist beweglich und verfügt über zehn Register auf einem Manual und angehängtem Pedal. Im Jahr 2000 wurde das Werk von Jürgen Ahrend instand gesetzt. Die historische Substanz ist außergewöhnlich gut und ohne Registerverluste erhalten. Die Orgel weist eine Stimmtonhöhe von a1 = 415 Hz (ein Halbton tiefer als heute üblich) und eine mitteltönige Stimmung auf, wodurch sie besonders zur Darstellung von Renaissance- und Barockmusik geeignet ist.
| I Manual             |        |  |
| Principale           | 08′    |  |
| Voce umana soprani D | 08′    |  |
| Ottava               | 04′    |  |
| Flauto in Ottava     | 04′    |  |
| Flauto in Duodecima  | 2 ⁄3′  |  |
| Quintadecima         | 02′    |  |
| Decimanona           | 1 ⁄3′  |  |
| Vigesimaseconda      | 01′    |  |
| Vigesimasesta        | 0 2⁄3′ |  |
| Vigesimanona         | 0 1⁄2′ |  |

| Pedal     |
| angehängt |

Außerdem besitzt der Dom ein kleines, bewegliches Instrument der Orgelwerkstatt Eberhard Friedrich Walcker.

### Kirchenmusiker
- Hermann Ley (1845–1930), Domorganist 1875–1922
- Wilhelm Stahl (1872–1953), Domorganist 1922–1939
- Erwin Zillinger (1893–1974), Domorganist 1939–1967
- Uwe Röhl (1925–2005), Domorganist 1967–1990
- Hartmut Rohmeyer (* 1951), Domorganist 1990–2018[37]
- Klaus Eldert Müller (* 1966), März 2018[38]–Juni 2020[39]
- Johannes Unger (* 1976), seit Juli 2022; auch zuständig für St. Marien.[40]Lübecker Lutherbuche

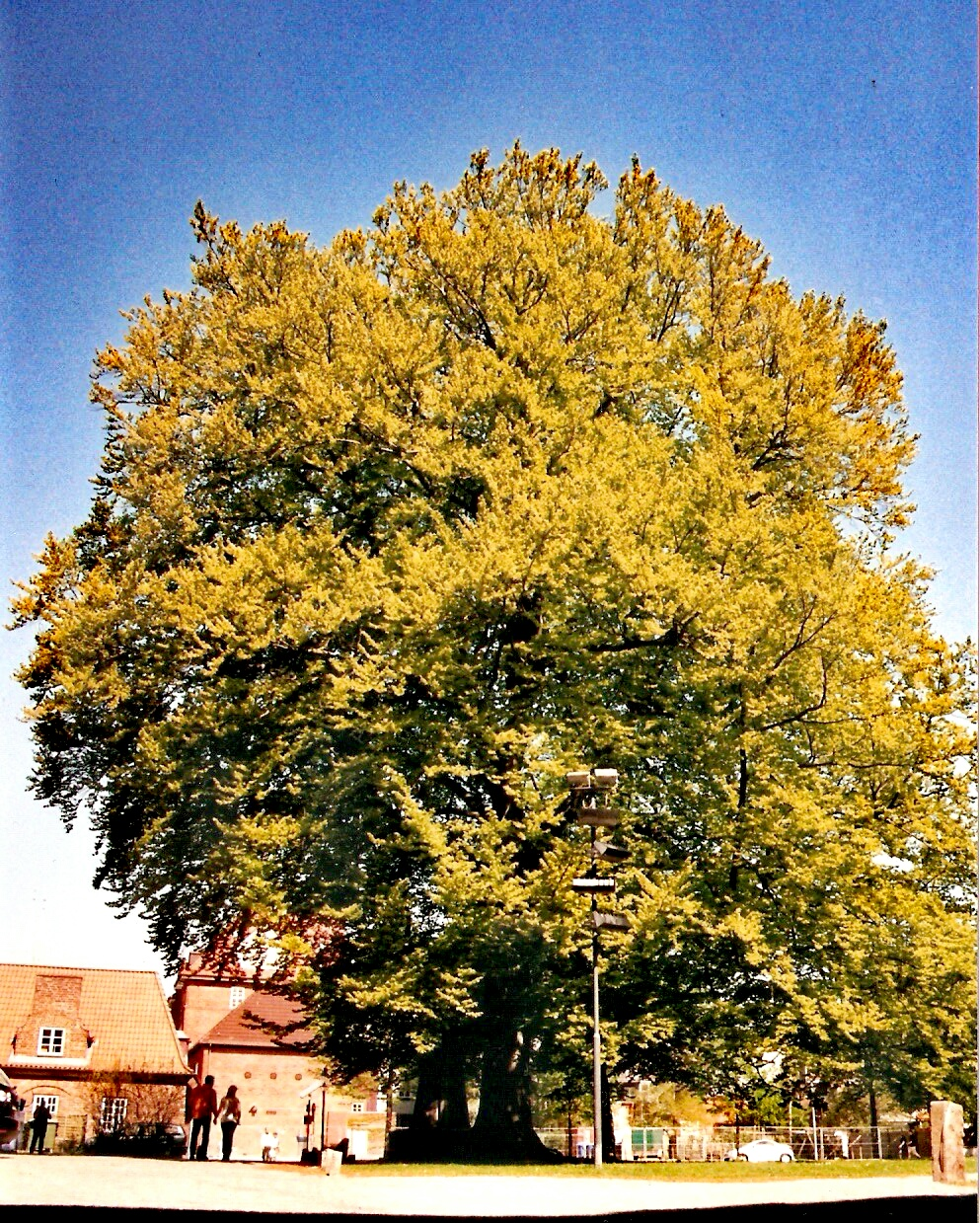
Lübecker Lutherbuche

## Lutherbuche
Zur Erinnerung an das 700-jährige Bestehen des Domes (1873) traf ein Ableger der Lutherbuche vom Lutherdenkmal (Steinbach) bei Bad Liebenstein in Thüringen in Lübeck ein und wurde auf dem Domkirchhof eingepflanzt.

## Legenden
Hauptartikel in Wikisource: Dom zu Lübeck#Sagen
Der Dom ist Ort mehrerer Legenden, darunter der Domgründungslegende, die in einem zweiteiligen Wandbild im südlichen Seitenschiff dargestellt ist, sowie der Legende von der Rose des Domherrn Rabundus, die in Ludwig Bechsteins Deutschem Sagenbuch Aufnahme fand, aber schon 1695 bei Erasmus Francisci überliefert wurde.

## Dom und Gemeinde
Zuvor Kathedrale des römisch-katholischen Bistums Lübeck, war der Dom seit der Reformation von 1530 eine der fünf Hauptkirchen der evangelisch-lutherischen Kirche in Lübeck. Einen Bischof gab es in der Stadt nicht mehr, die Leitung und Verwaltung der Landeskirche oblag dem Senat der Freien und Hansestadt Lübeck und dem Geistlichen Ministerium des Stadtstaates. Bis 1803 gab es zunächst einen Superintendenten, danach lag die Leitung bis 1918 beim Geistlichen Ministerium mit einem Senior an der Spitze. Mit der Kirchenverfassung von 1921 verzichtete der Senat schließlich auf das Kirchenregiment. An der Spitze der Landeskirche stand fortan der von der Synode gewählte Senior, der ab 1934 den Titel Bischof erhielt und zwischen 1934 und 1972 St. Marien als Bischofskirche nutzte. Danach wurde in Vorbereitung der nordelbischen Kirchenfusion kein Bischof mehr eingesetzt. Nach Beseitigung der schweren Schäden des Zweiten Weltkrieges war der Lübecker Dom dann von 1977 bis 2008 eine der drei Bischofskirchen der Nordelbischen Kirche. Die letzte Bischöfin des Sprengels Holstein-Lübeck war von 2001 bis 2008 Bärbel Wartenberg-Potter.
Zeitweilig war der Lübecker Dom danach als Predigtstätte des Inhabers oder der Inhaberin des neu einzuführenden Leitenden Bischofsamtes der Nordelbischen Kirche vorgesehen, das 2009 besetzt werden sollte. Im Rahmen der Fusionsverhandlungen zur Nordkirche im Februar 2009 wurde jedoch auf diese Besetzung verzichtet und beschlossen, dass der Sitz einer Landesbischöfin bzw. eines Landesbischofs der neuen norddeutschen Kirche Schwerin wurde.
Der Lübecker Dom ist heute eine bischöfliche Kirche im Sprengel Hamburg und Lübeck der Evangelisch-Lutherischen Kirche in Norddeutschland. Die Domgemeinde ist offen für Mitglieder, die außerhalb des eigentlichen Gemeindegebietes in der Stadt leben. Nach der Verfassung der „Nordkirche“ ist der Lübecker Dom, zusammen mit dem Schweriner Dom, Predigtstätte der Landesbischöfin bzw. des Landesbischofs. Seit April 2019 ist Kristina Kühnbaum-Schmidt in diesem Amt.

Bilder
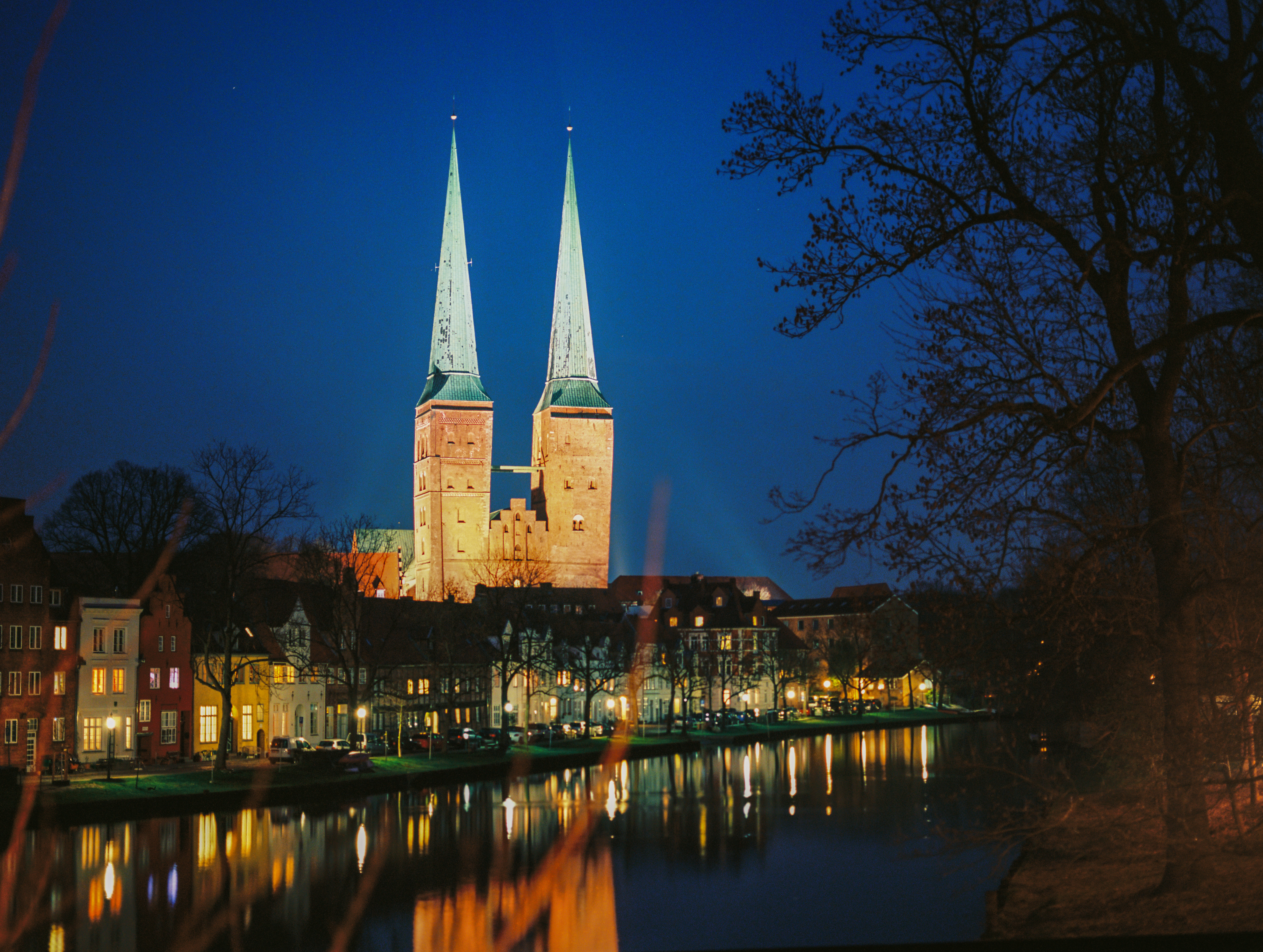
Der Dom am Abend
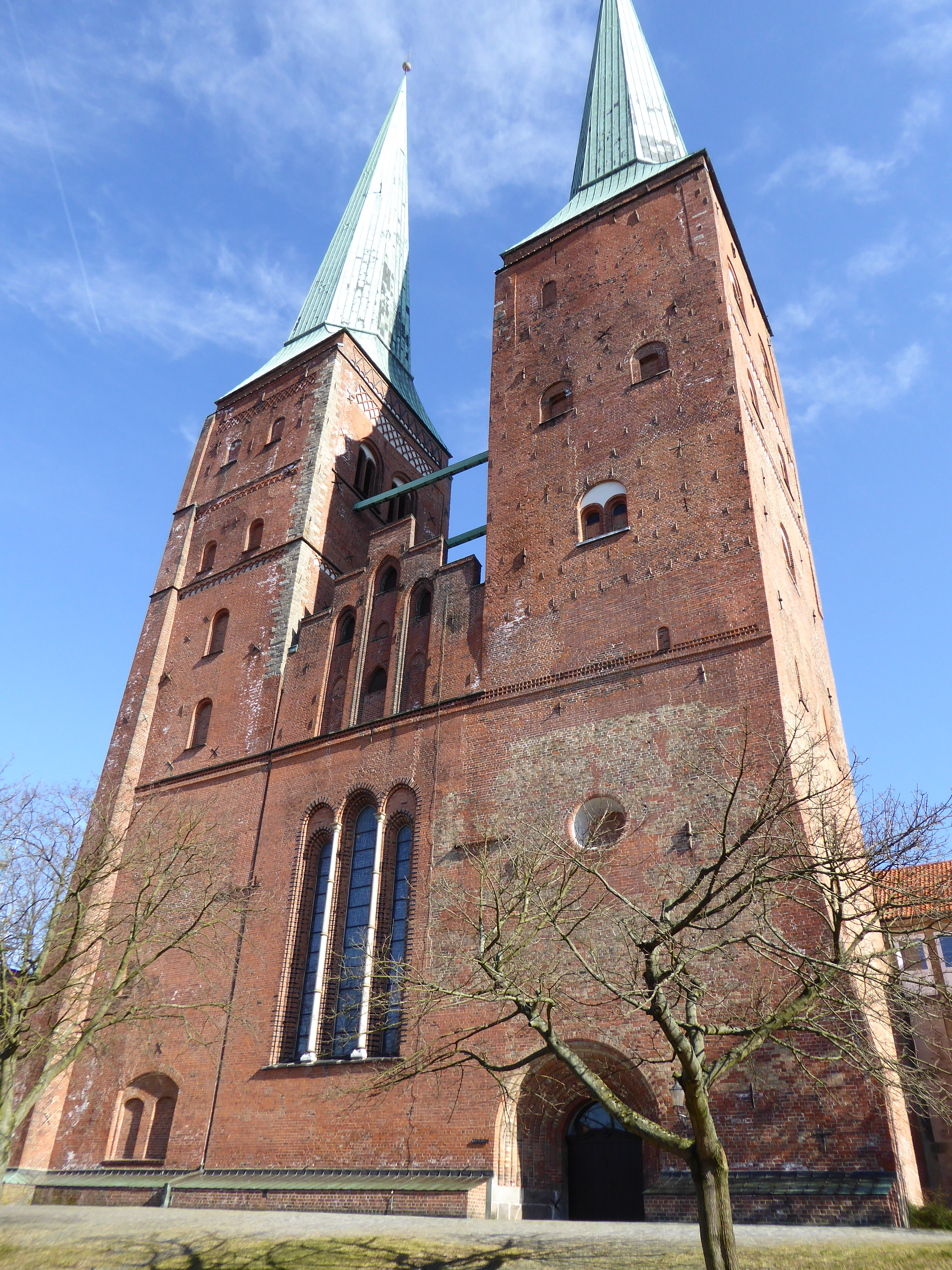
Westbau des Lübecker Doms
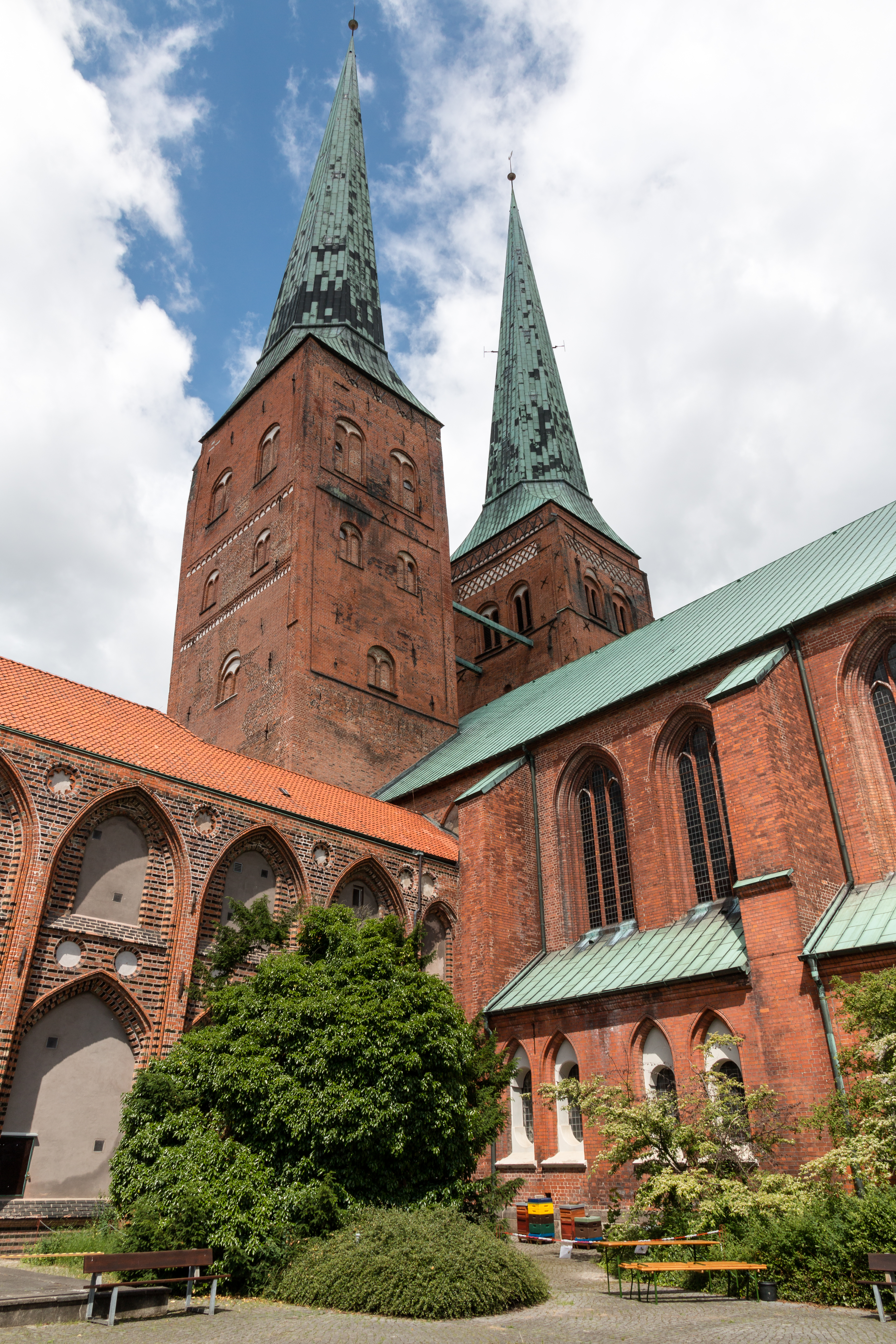
Türme vom Domhof
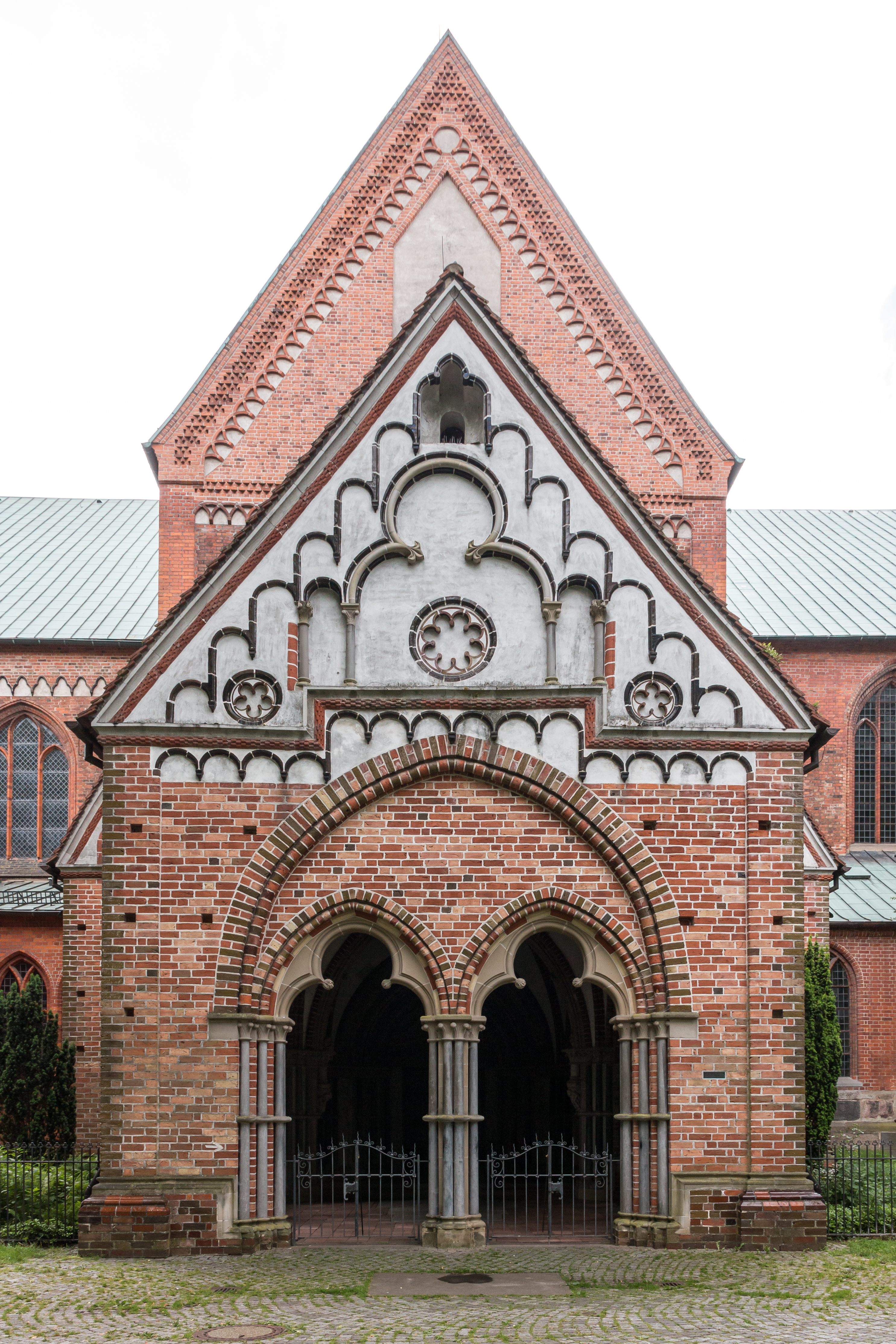
Paradies Vorhalle
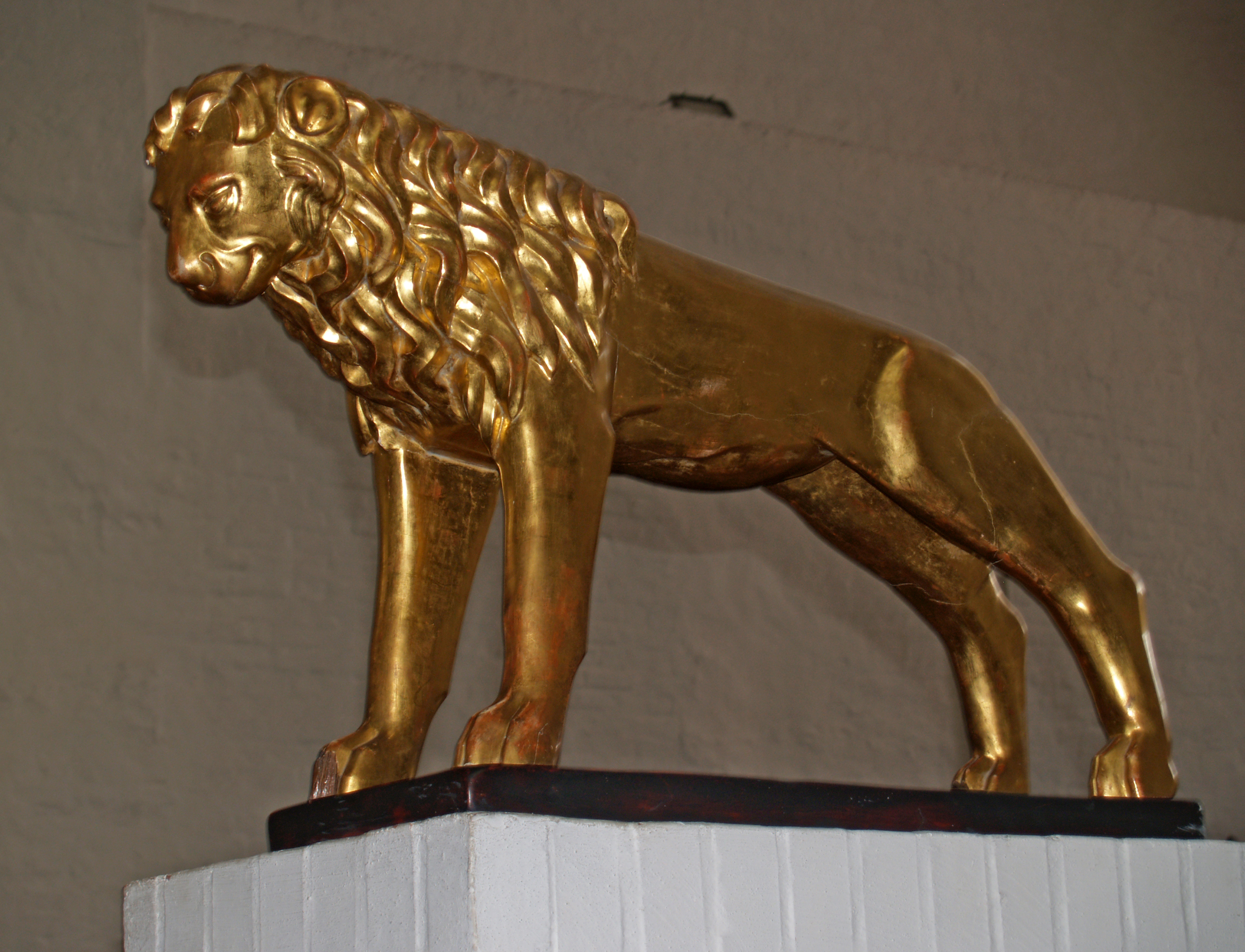
Löwe im Dom
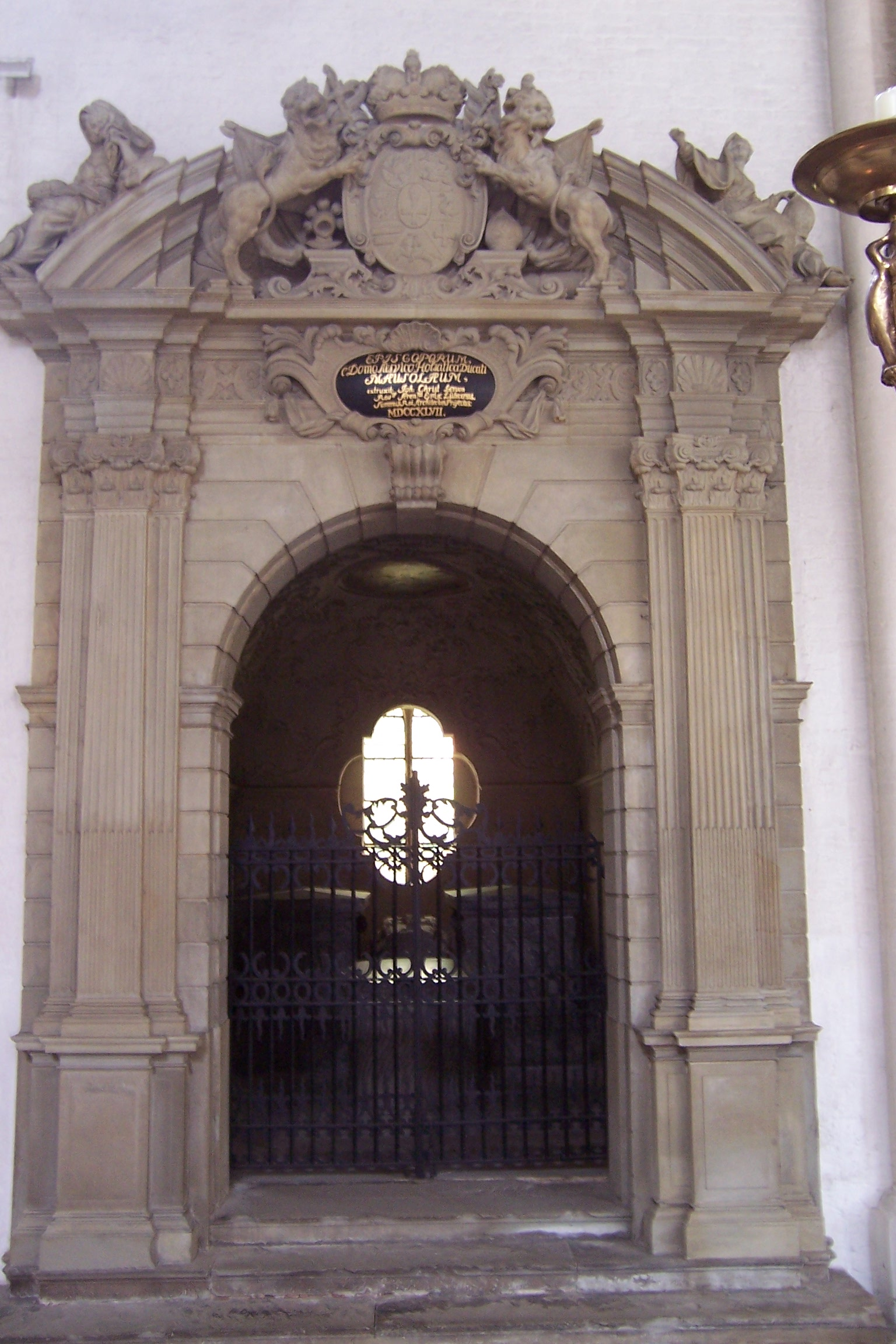
Neue Fürstbischöfliche Grabkapelle
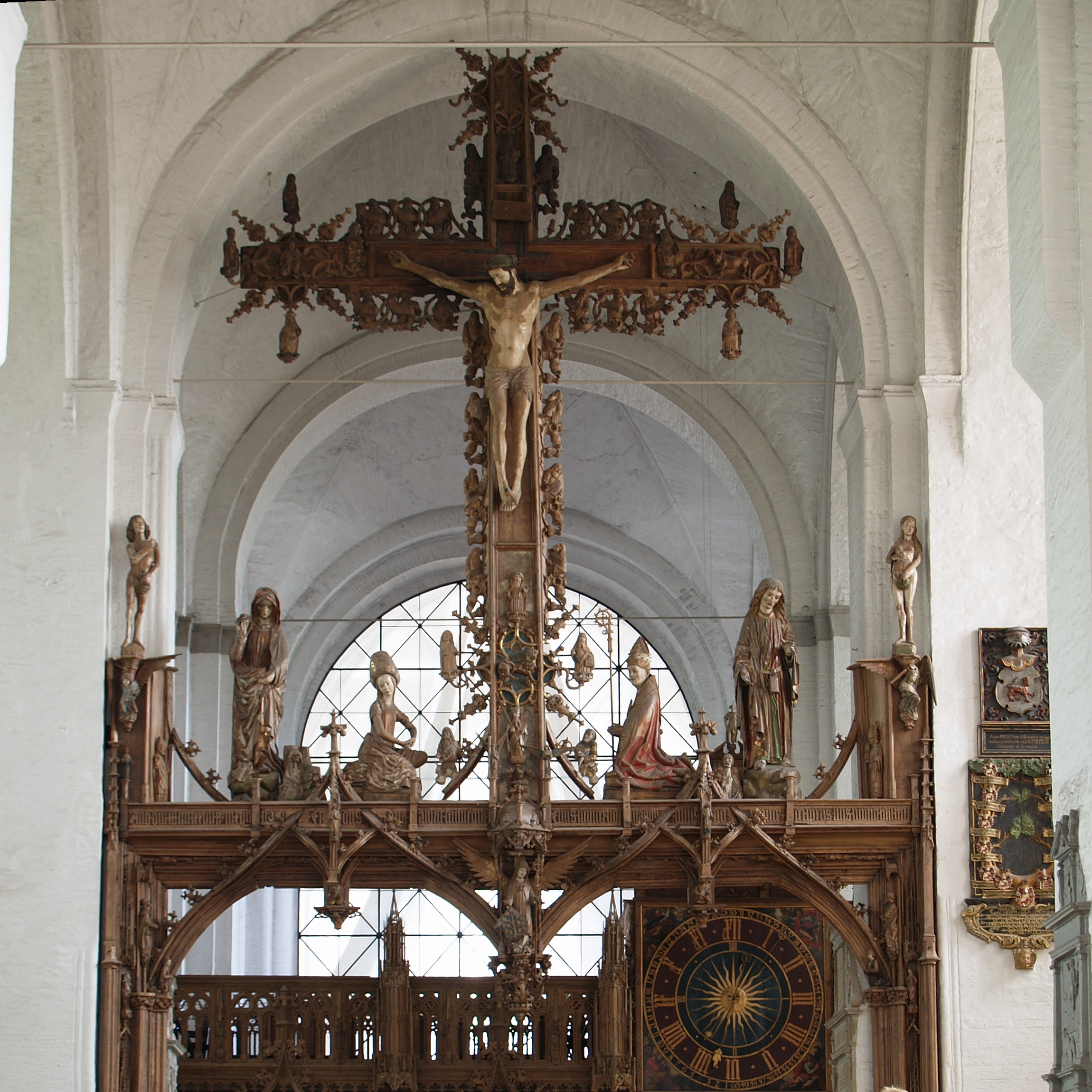
Triumphkreuz, dahinter der Lettner, dahinter der gotische Hochchor
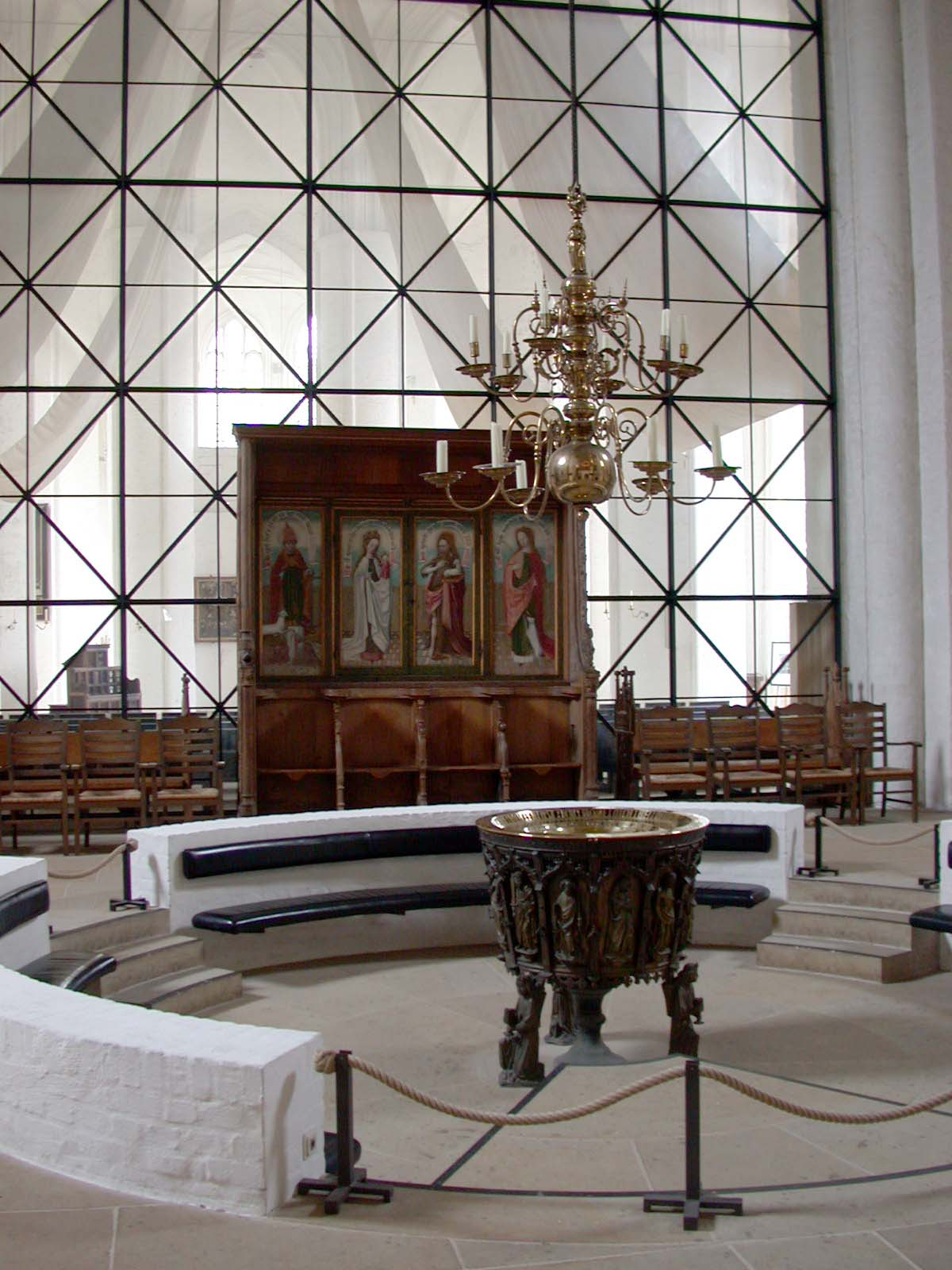
Taufbecken von Lorenz Grove, im Hintergrund gotisches Chorgestühl aus der Zeit von Bischof Bocholt
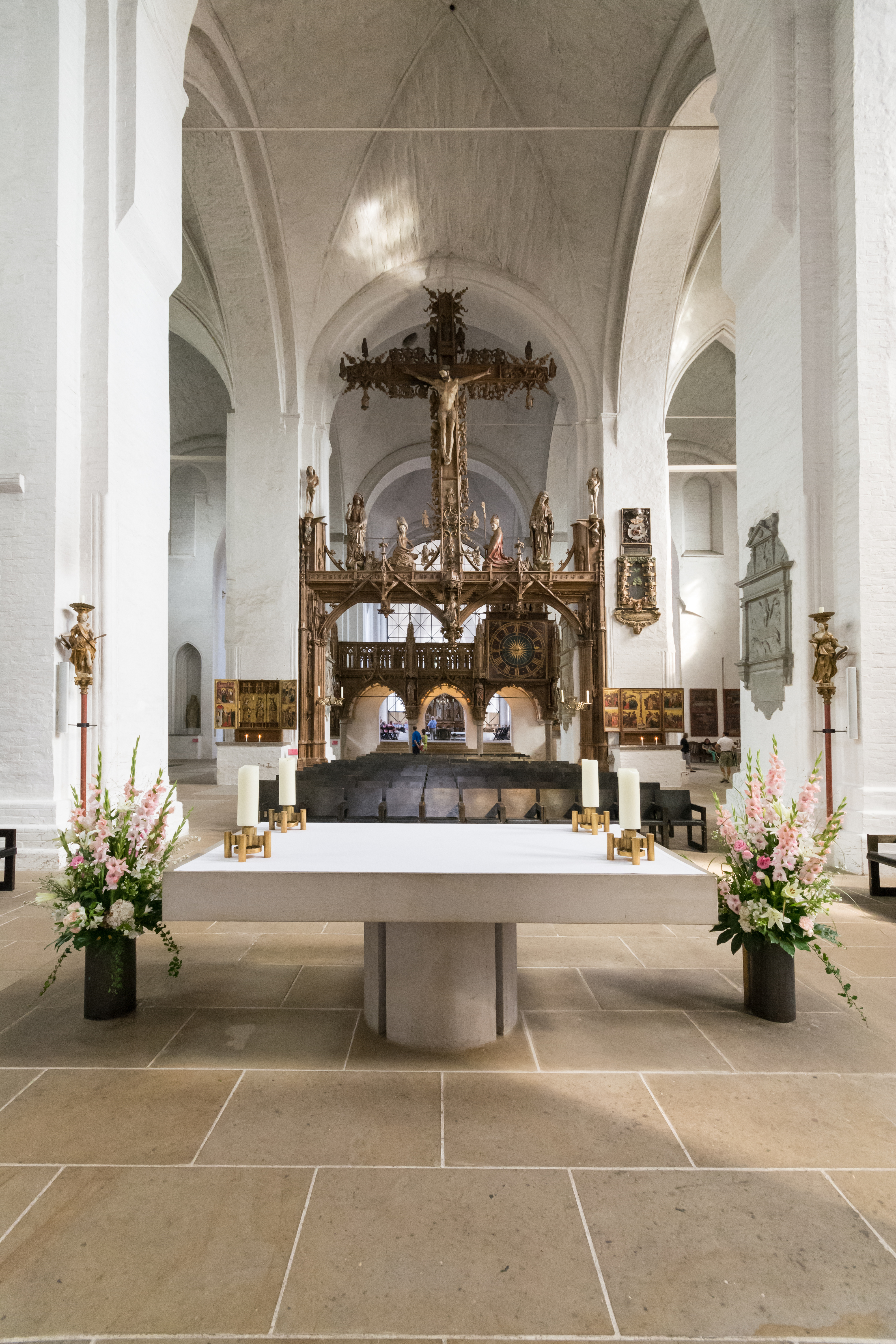
Zentral angeordneter Altar

## Beisetzungsfeierlichkeiten
Bürger von Rang erhalten hier ihren letzten Gottesdienst. Bis 1937 wurden diese im Anschluss durch die Stadt zum Gottesacker (Burgtor- oder Ehrenfriedhof) geleitet. Unter ihnen befanden sich u. a. Ernst von Heynitz, Curt von Morgen und Willy Rohr.
Obwohl Lübeck 1937 seine Eigenstaatlichkeit verloren hat, finden auch heute noch hier solche Gottesdienste statt. Die Betrauerten, wie z. B. Uwe Barschel, werden aber nicht mehr zwangsläufig in Lübeck beerdigt.

## Geistliche
- Joachim Dobbin (1534–1614), 1588 Hauptpastor, ab 1602 zugleich Senior
- Matthias Crumbtinger († 1625), 1598 Diaconus, 1614 Hauptpastor
- Jonas Nicolai (1579–1646), 1632 Hauptpastor
- Daniel Lipstorp (1600–1679), Prediger seit 1630, 1647 Hauptpastor, ab 1661 zugleich Senior
- Thomas Honstedt (1642–1704), Hauptpastor seit 1684, ab 1700 zugleich Senior
- Hermann Lebermann (1645–1705), Prediger seit 1679, Hauptpastor von 1704 bis zu seinem Tod, Mitglied im Pegnesischen Blumenorden
- Christoph Wendt (1658–1719), Prediger seit 1685, Hauptpastor von 1705 bis zu seinem Tod, ab 1710 zugleich Senior
- August Joachim Wendt (1685–1748), Prediger seit 1719
- Meno Nicolaus Carstens (1701–1757), 1731 Prediger, 1752 Hauptpastor
- Johann Heinrich Carstens (1738–1829), 1767 Prediger, 1785 bis 1827 Hauptpastor, 1795 Senior
- Johann Friedrich Petersen (der Ältere) (1760–1845), 1780 Prediger, 1827 Hauptpastor
- Johann Friedrich Petersen (der Jüngere) (1799–1853), 1827 Prediger, 1845 bis 1852 Hauptpastor
- Johann Heinrich Zietz (1806–1879), 1852–1879 Hauptpastor
- Friedrich Luger (1813–1890), 1845–1884 Archidiaconus
- Eginhard Friedrich Petersen (1834–1909), 1863 Prediger, 1879–1908 Hauptpastor
- Christian Reimpell (1858–1926), 1884 bis 1925 Pastor
- Helmuth Johnsen (1891–1947), 1929 bis 1934 Hauptpastor
- Adolf Riege (1906–1994), 1935 bis 1946 Pastor
- Karlheinz Stoll (1927–1992), 1957 bis 1977 Pastor, Senior von 1970 bis 1977, dann Propst, ab 1979 Bischof für Schleswig
- Ulrich Wilckens (1928–2021), 1981–1991 Bischof für Holstein-Lübeck
- Karl Ludwig Kohlwage (1933–) 1991–2001 Bischof für Holstein-Lübeck
- Bärbel Wartenberg-Potter (1943–) 2001–2008 Bischöfin für Holstein-Lübeck